# Vincent Ferrier
Pour les articles homonymes, voir Ferrier (homonymie) et Saint Vincent.
 (décembre 2023).
Vincent Ferrier (en catalan : Vicent Ferrer) est un prêtre de l'ordre dominicain, né le 23 janvier 1350 près de Valence (couronne d'Aragon) et mort le 5 avril 1419 à Vannes (Bretagne, France), qui est resté célèbre pour ses prédications publiques et ses conversions de Juifs et de Maures.
Une partie de ses reliques sont vénérées à la cathédrale Saint-Pierre de Vannes, dont il est le saint patron de la ville ainsi que de la Communauté valencienne. Il est fêté le 5 avril selon le Martyrologe romain, et le 5 mai par l'ordre dominicain.

## Biographie

### Enfance et formation
Vincent est le quatrième enfant du notaire Guillem Ferrer, originaire de Palamos et de Constança Miquel. Selon certaines légendes — qui iront en multipliant les signes surnaturels — son père aurait fait un rêve avant sa naissance l’informant qu’il aurait un fils dominicain. Il est le frère de Boniface Ferrier, chartreux, élu prieur de la Grande Chartreuse et général de l'ordre en 1402.
Il fut baptisé dans l’église Saint-Étienne et nommé d’après saint Vincent de Saragosse, le patron de sa ville natale, Valence.
À l’âge de 19 ans, Vincent Ferrier entre dans l’ordre des Prêcheurs, communément appelé l’ordre dominicain. Les premières années, il est tenté de quitter l’habit mais ses parents l’incitent à continuer sa formation. Bien leur en est puisque, dès l’âge de vingt ans, il donne des cours de logique puis écrit deux ouvrages, l'un traitant d'astronomie, l'autre de dialectique. En 1379, il est ordonné prêtre à Barcelone. Dans un premier temps, il enseigne la théologie à Barcelone puis à l’université de Lérida, où il obtient un doctorat de théologie. Il s’y fait connaître pour ses talents d’orateur.

### Prédications en Europe

#### Questions politique et papale

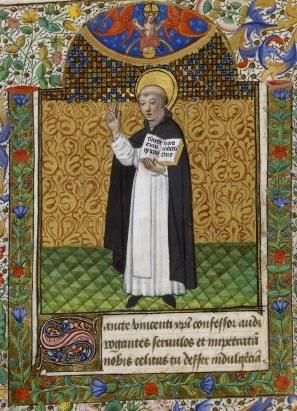
Saint Vincent Ferrier - Livre d'heures de Pierre II de Bretagne.

Son charisme et son influence populaire sont tels qu'il devient un personnage-clé dans les troubles politico-religieux liés au Grand Schisme d'Occident. Proche de Pedro de Luna, alors cardinal et futur Benoît XIII, Vincent Ferrier se rallie tout d'abord à la papauté d'Avignon, rejetant la légitimité d'Urbain VI dans son traité De moderno ecclesiae schismate. Il devient par la suite confesseur de Benoît XIII, désormais antipape et figure emblématique de la résistance à Rome. Mais, dans un souci d'union de l'Église, il finit par se résigner à abandonner la cause de Benoît pour reconnaître le pape romain. Son acte de renonciation officiel intervient en 1416, à l'époque où le Concile de Constance s'emploie à mettre fin au schisme. En dehors des questions papales, son rôle politique est particulièrement important en Espagne, où il aide Ferdinand de Castille à accéder à la couronne d'Aragon dans un contexte de succession difficile (cf. Compromis de Caspe, en 1412).

#### Rituel de la prédication

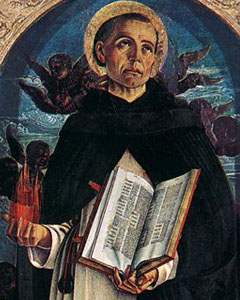
Saint Vincent Ferrier,
détail d'un tableau de Giovanni Bellini.

Infatigable prêcheur, évangélisateur et prosélyte de l'Europe pendant vingt ans, de 1399 à sa mort, il parcourt l'Espagne, la France, l'Italie, la Suisse, l'Angleterre, et va même jusqu'en Écosse. Revêtu des vêtements liturgiques du prêtre, il dit d’abord la messe, en la présence et avec l’approbation des autorités ecclésiastiques du lieu ; puis, le matin, il s’adresse, des heures durant, à la foule — l’après-midi étant réservé aux couvents et aux monastères, où il prêche à huis clos —. Suit le rituel de la pénitence publique, pratique liturgique réglée en processions ; elle s’achève par une instruction catéchétique. Vincent Ferrier est souvent accompagné d'un nombre impressionnant de disciples, au point qu'il doit essentiellement prêcher dans de grands espaces extérieurs pour pouvoir être entendu de la foule. On lui prête le don des langues, au vu de sa capacité à communiquer avec tant de peuples différents, ainsi que celui de guérison. Il est considéré comme « le plus grand des missionnaires populaires de son temps ». 
Dans ses sermons il a l'habitude d'aborder le thème du Jugement dernier, et même d'annoncer l'arrivée imminente de l'Antéchrist. Il le fit lors de sa prédication à Tolède en 1411 et lors de sa prédication de Toulouse en 1416. Mais il n’a rien d’un imprécateur implacable : il irradie au contraire la joie, laissant une impression de douceur et d’homme de prière et d’études.

#### Auprès des Juifs
L'action prosélyte de Vincent Ferrier auprès des Juifs fait l'objet de controverses mémorielles. Pour les uns, il fait partie de l'histoire antijudaïque de l'Espagne,,. Pour les autres, sa prédication, bienveillante et non violente, était l'expression de sa ferveur apostolique.
Vincent Ferrier cherche en tout cas à convertir les Juifs. Son œuvre prosélyte est facilitée par sa connaissance de l'hébreu, du talmud, des traditions et des Saintes Écritures.

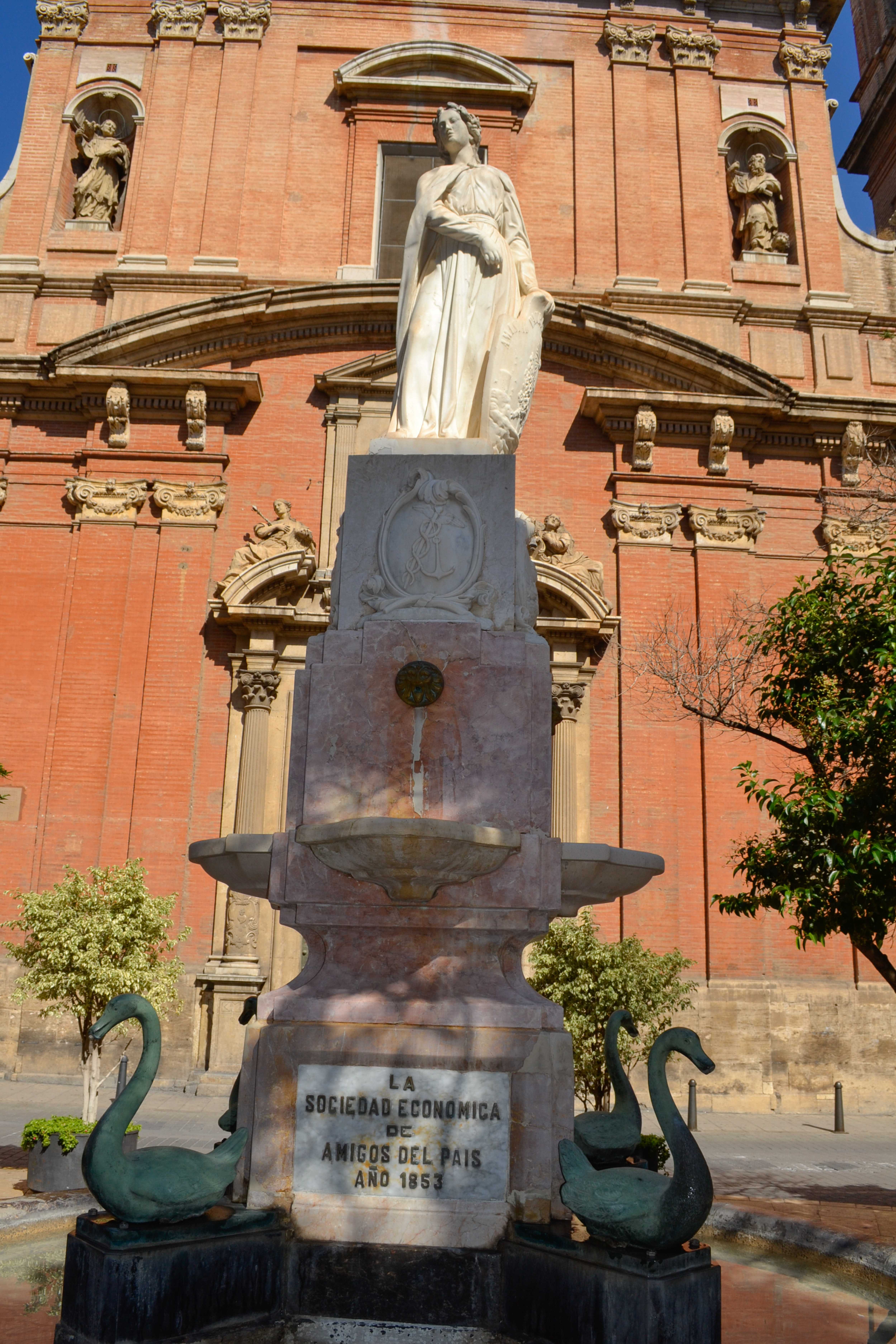
Statue de Vincent Ferrier sur la fontaine de la Plaça de Sant Vicent Ferrer, à Valence, anciennement quartier juif de la ville.

Dans La Foi triomphante paru en 1691, le jésuite de Gérone, Francisco Garau, prétend que Vincent Ferrier disait que les Juifs étaient « des animaux avec des queues et menstrués comme les femmes ». Sa devise était : « Le baptême ou la mort ». Il disait également des Juifs : « La première bête [de l’Écriture : Daniel 7:2-7] signifie le schisme des Juifs sous le règne de Jean. Les Juifs ont la cruauté du lion, mais à présent on leur a arraché leurs énormes ailes, ils ont été retirés de la terre des fidèles du Christ et rejetés dans un coin du monde où ils persévèrent dans les pensées et les effets de leur cœur dépravé ».
Moisès Orfali, de l'université Bar-Ilan, estime que Vincent Ferrier faisait « porter la responsabilité de la mauvaise situation économique ou de la dégénération morale sur une classe aux soutiens instables ou sur celle qu’on veut priver de la position importante qu’elle occupe dans la société », à savoir celle des Juifs. Il s'adresse à une population précédemment décimée par la grande peste et « marquée par un sentiment mortel d’impuissance que Vincent Ferrier invitait à la pénitence ».
Certains auteurs estiment que Vincent Ferrier est l'un des instigateurs du pogrom de 1391 qui a fait 5 000 morts dans le quartier juif de Valence,, où se trouve actuellement la Plaça San Vicente Ferrer et une statue à son effigie trônant sur la fontaine centrale. D'autres soutiennent que Ferrier n'était pas à Valence en 1391 et insistent sur le fait qu'il n'approuvait pas la violence, bien qu'il pensât que « la perte était une bonne occasion d'intensifier la catéchèse »,
En effet, Ferrier écrit au début du XVe siècle : « Les apôtres qui ont conquis le monde ne portaient ni lances ni couteaux. Les chrétiens ne doivent pas tuer les Juifs avec le couteau, mais avec la parole et pour cela les émeutes qu'ils font contre les Juifs, ils les font contre Dieu même, car les Juifs doivent venir d'eux-mêmes au baptême », ou « Vous autres, avez-vous une consolation quand un Juif se convertit ? Il y a beaucoup de Chrétiens assez fous pour ne pas en avoir. Ils devraient les embrasser, les honorer et les aimer ; au contraire ils les méprisent parce qu’ils ont été Juifs. Mais ils ne doivent pas l’être, car Jésus-Christ a été Juif et la Vierge Marie a été juive avant d’être chrétienne. C’est un grand péché que de les avilir. Ce Dieu circoncis est notre Dieu et tu seras damné comme l’est celui qui meurt juif. Car on doit leur enseigner la doctrine pour qu’ils soient au service de Dieu »,, et aussi : « Il faut avoir pour [les Juifs] d'autant plus de sympathie que Jésus-Christ et la Sainte Vierge étaient de race juive ». 
Cette douceur nouvelle ne semble pas avoir convaincu tous les Juifs d'alors convertis de force puis, accusés de crypto-judaïsme, qui se plaignent d'avoir eu à « céder à la violence et à la nécessité et pour éviter de plus mauvais traitements », et que « Ferrier soit aussi grand persécuteur que calomniateur », comme l'écrit un essai sur l'histoire des Juifs datant du XVIIIe siècle,.
Le pape Sixte IV eut tôt fait de punir sévèrement ces Juifs convertis par le charismatique Ferrier mais si peu profondément qu'ils ont préservé leur religion première, entre pénitences, humiliations publiques, cachots et bûchers dans toutes les villes d'Espagne.
Ferrier prêche aussi la séparation complète des Juifs et des chrétiens et serait donc un des instigateurs de la création des « juderias » en Espagne.
Selon le frère Bertrand-Marie Guillaume, « son empathie et sa bienveillance à leur égard, ainsi que sa connaissance approfondie de l’hébreu, du talmud et de la Torah, lui permirent de gagner au Christ nombre d’entre eux, y compris des rabbins, tel Yeoshua ha-Lurqui qui prit le nom de Jérôme de Sainte Foi. Une fois converti, ce dernier voulut convertir un grand nombre de juifs. Dans ce but, il convoqua à Tortosa des conférences contradictoires entre rabbins et théologiens. Il semble que saint Vincent tint un grand rôle, même s’il ne participa pas à toutes les séances qui s’étalèrent sur deux années. Il contribua au mouvement massif de conversion qui toucha les juifs d’Aragon et d’autres régions d’Espagne ».
Dans son étude des sermons de Vincent Ferrier, Ricardo Muñoz Solla de l'université de Salamanque « a attiré l’attention sur la valeur de ces sermons comme stratégie de persuasion. L’auteur établit que probablement « les légendes ont parlé plus que les sermons eux-mêmes, car il est difficile d’imaginer que grâce à un seul sermon puissent se produire autant de conversions au christianisme, et qu’au fond ce qui s’est développé autour du travail de prédication de Vincent Ferrier, a été un bon nombre de stratégies ne faisant pas partie du discours linguistique mais dépendant essentiellement du contexte ». Parmi les différentes clefs que Muñoz Solla considère importantes pour mieux comprendre la raison de l’efficacité de Vincent Ferrier, il faut mettre en exergue le style, l’usage des citations bibliques afin d’introduire des arguments négatifs contre les Juifs, la création fictive de dialogues entre l’auditoire juif et le prédicateur, et le recours à la peur »,.
Pour l'historien Salomon Mitrani-Samarian, « tout en s'efforçant de modérer la sauvagerie des massacreurs, il faisait entrer dans le giron de l'Église les malheureux Juifs qui, pour échapper à la mort, se réfugiaient dans les églises » et il aurait selon ses apologistes converti 25 000 à 30 000 Juifs.

##### Appropriation de la synagogue de Tolède

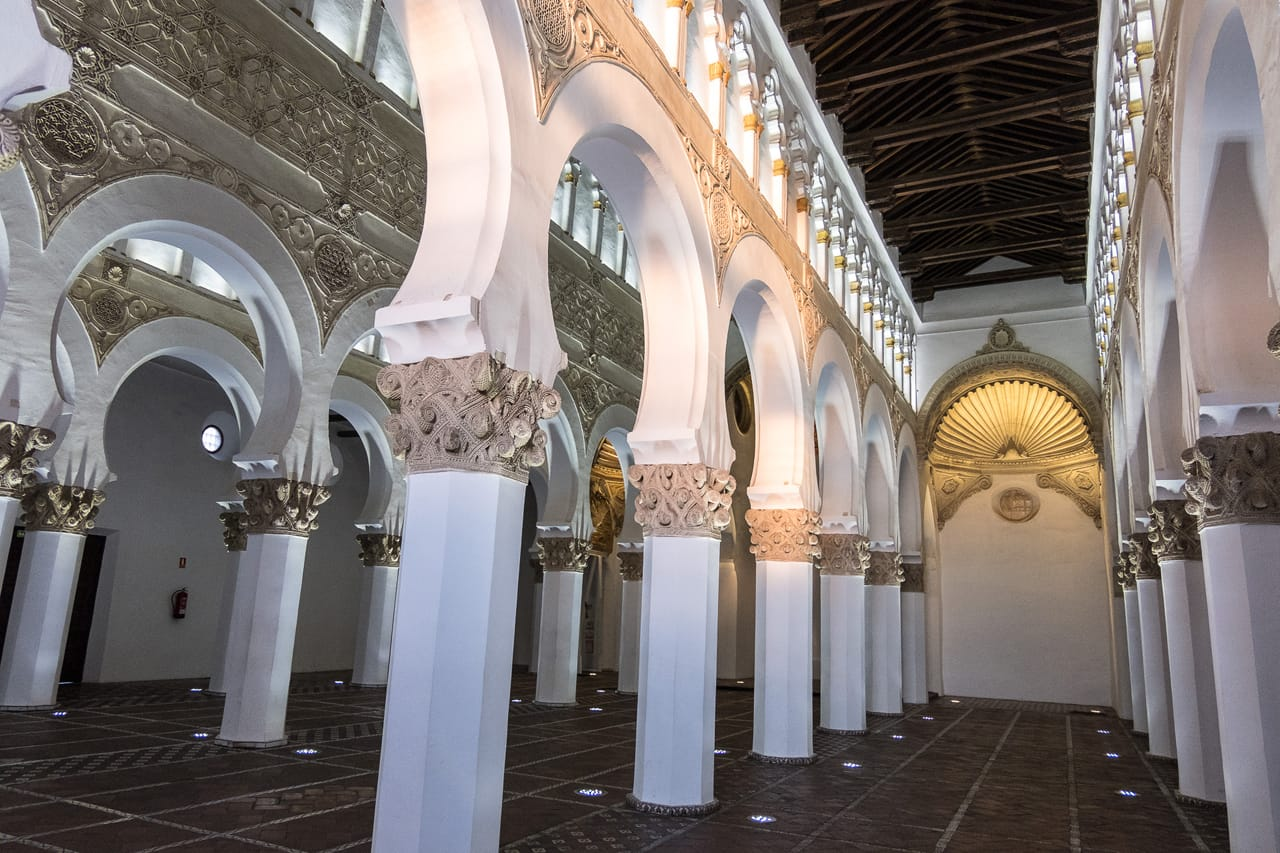
Ancienne synagogue de Tolède convertie en église Santa María La Blanca.

Les sources divergent sur la nature des événements (invasion pendant un sermon obligatoire ou bien massacres pendant le culte synagogal), sur la date (1391 ou 1411) et la part majeure ou accessoire que prit Ferrier dans l'appropriation de la grande synagogue de Tolède puis sa transformation en l'église Santa Maria la Blanca,,,.
La version du père Fages en 1901 est que prêchant un jour dans l’église d'un faubourg de Tolède devant une immense foule, Vincent Ferrier interrogea : « Est-il possible que vous supportiez de tels monuments de perfidie (les synagogues) ? Allons à la synagogue. Qu’elle devienne le plus beau sanctuaire dédié à la Mère de Dieu, dans cette ville qui lui est consacrée ». Alors, il serait allé ardemment vers la grande synagogue de Tolède, son crucifix élevé, où le peuple le suit. Frappés de terreur, les Juifs assistent sans protester à la prise de possession de leur temple et par la suite, les convertis pour la plupart y reviennent, soi-disant pour « adorer celui que leurs pères avaient crucifié », écrit son biographe catholique.

#### En France

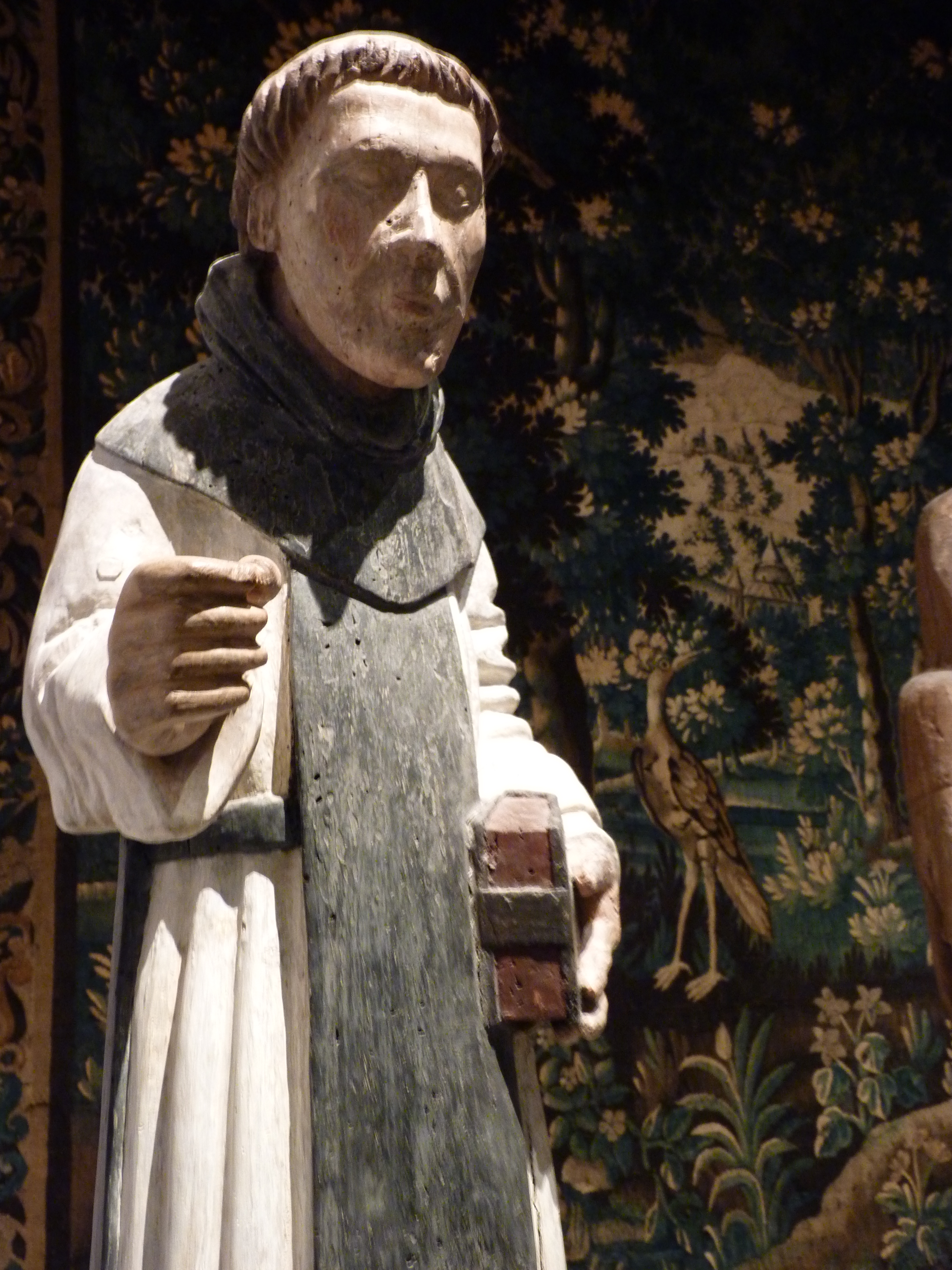
Statue de Saint Vincent Ferrier, Musée d'histoire et d'archéologie de Vannes.

La France n'est pas oubliée dans ses missions, il en parcourt tout le Sud avec succès. Il y a souvent foule pour venir l'écouter et il impressionne ses auditeurs. Par exemple, la localité de Puy-Saint-Vincent en Vallouise (Hautes-Alpes), qui s'appelait auparavant Puy-Saint-Romain, prend son nom après son passage dans les Alpes du Sud. En 1417, il séjourne en Bourgogne, avant d'être appelé l'année suivante en Bretagne par Jean V, duc de Bretagne. Il passe par Nevers, Tours, Angers, Nantes, par l'Auvergne, et parvient à Vannes, au siège de la cour ducale. Puis il parcourt la Bretagne en direction du nord jusqu'à rejoindre Caen. Il y rencontre le roi d'Angleterre Henri V et l'invite à mettre fin à la guerre de Cent Ans. Son succès ne dure que quelques semaines.
De nouveau à Vannes, il sillonne encore un peu la région, avant de revenir à son port d'attache épuisé et malade. Il y meurt le 5 avril 1419.

##### Canonisation
Après les nombreux miracles constatés sur sa tombe, qui lui sont attribués, le duc de Bretagne Jean V (1399-1442) demande que Vincent soit canonisé. L’enquête en vue de sa canonisation reconnaît comme authentiques 873 miracles. Calixte III proclame sa canonisation le 29 juin 1455 et son successeur Pie II signe la bulle de canonisation le 12 octobre 1458. Le pape désigne le prélat breton Alain de Coëtivy pour lever les reliques du tombeau ; la cérémonie a lieu à Vannes le 5 avril 1456[source insuffisante].
En 1955, pour le 5e centenaire de la canonisation de saint Vincent Ferrier, le pape Pie XII vante « ce héraut de la parole divine, ce prédicateur de la vertu, cet admirable médiateur de la paix ».
Il est fêté le 5 avril selon le Martyrologe romain(date de son dies natalis, sa « naissance au ciel »), le 5 mai par l'ordre dominicain, et le 6 septembre, en mémoire de la translation de ses reliques.

## Surnoms
Élevé aux nues pour son zèle et les miraculeux exploits qu'on lui accordait, il était surnommé « l'étoile brillante de l'Espagne, la lumière de Valence, le prodige de l'univers, le modèle des dominicains » ou « la gloire des saints glorifiés ». Les Juifs d'alors l'appelaient « Mummar » ou « l'apostat » pour ce qu'il leur avait fait.

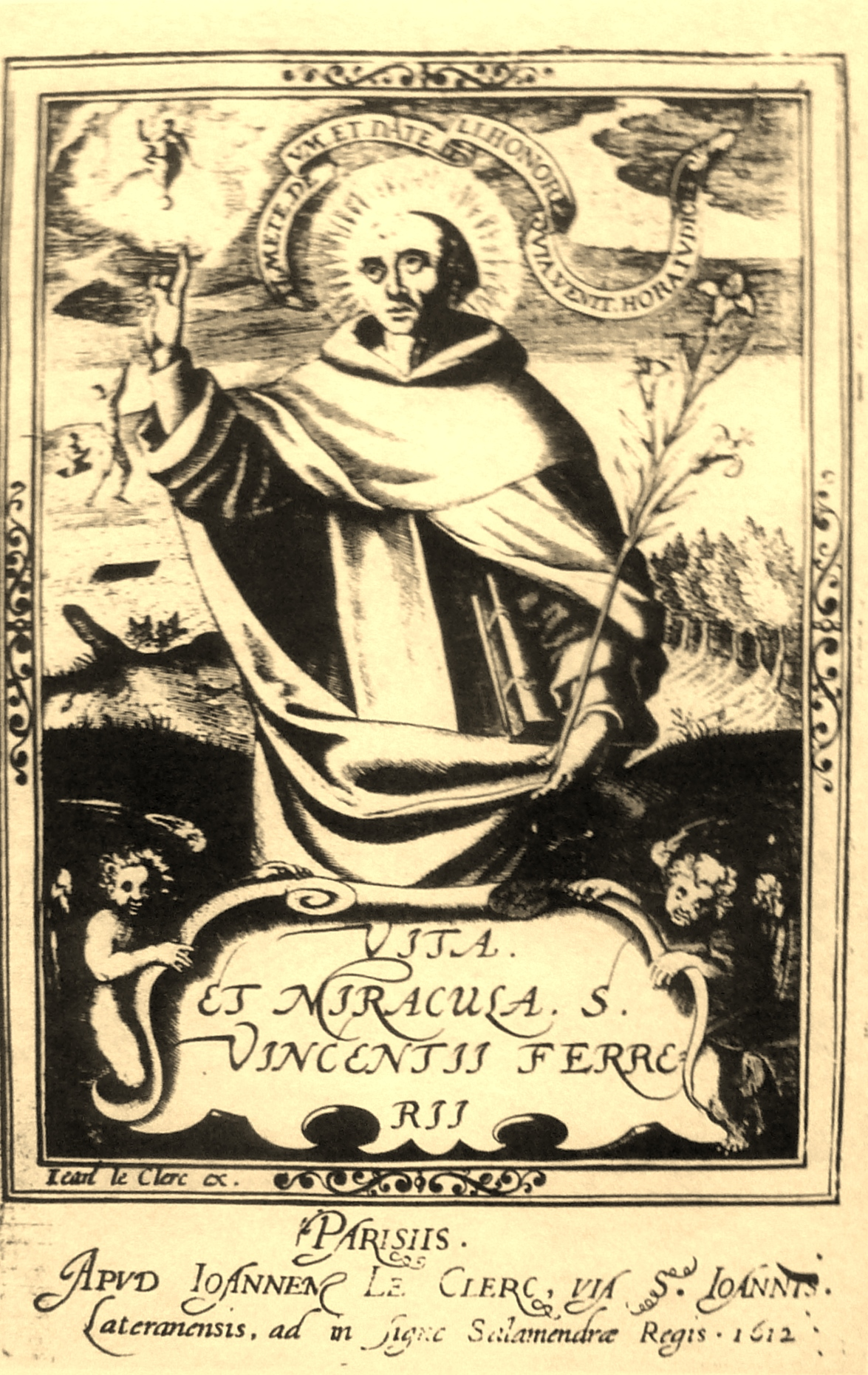
Vincent Ferrier, par Jean Le Clerc dans Vita et miracula Vicentii Ferrerii, Paris, 1712.
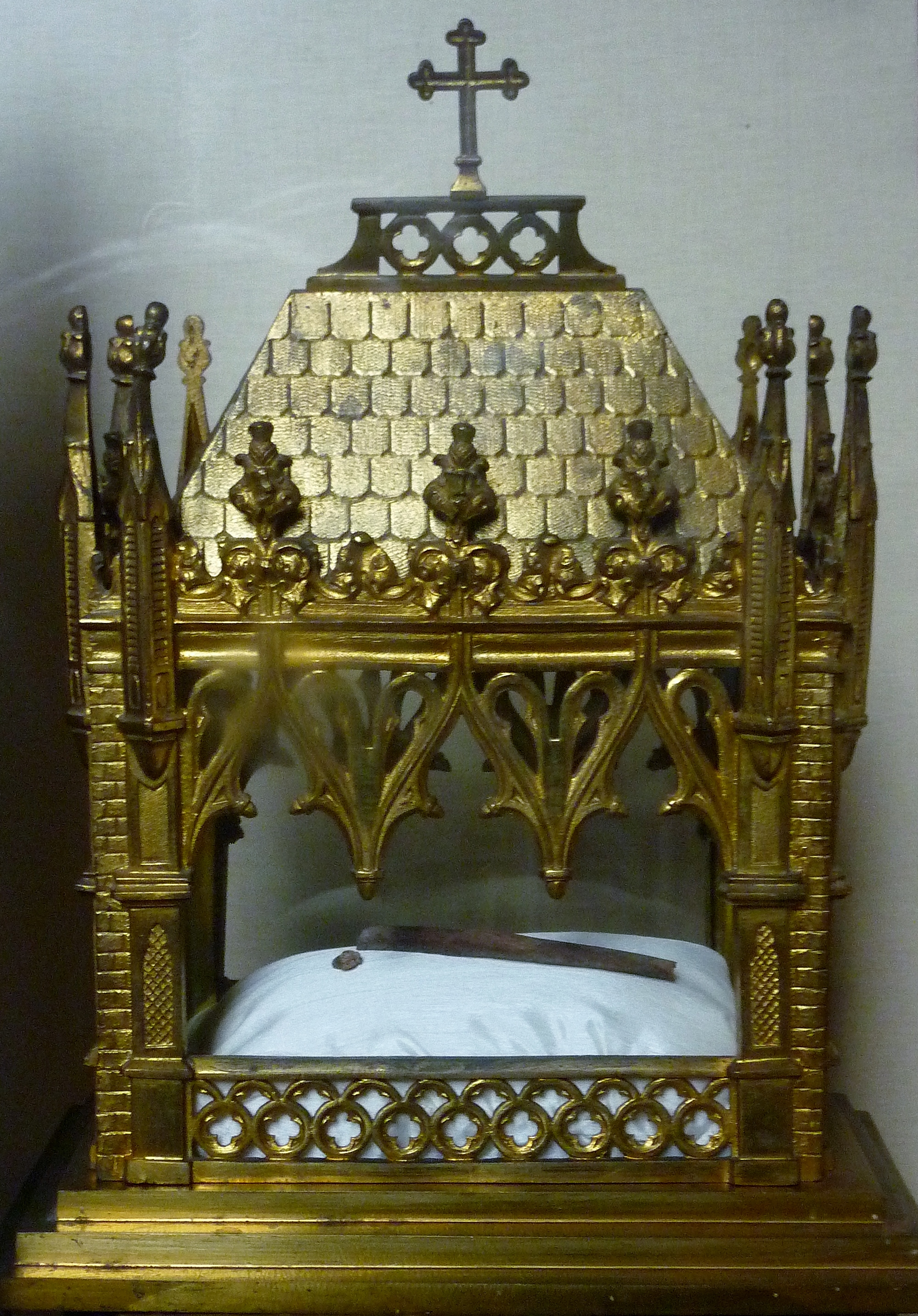
Coffre reliquaire de saint Vincent Ferrier, cathédrale de Vannes.

## Protection
Il est le patron des travailleurs de la construction en général, et plus particulièrement des :
- constructeurs
- fabricants de briques et de tuiles, des couvreurs
- plombiers
- poseurs de revêtements de sol.

## Dévotions particulières
- Invoqué contre l'épilepsie et le mal de tête.
- Les 22 et 23 août 1925, de grandes fêtes furent organisées à Ploudalmézeau lors du transfert d'une relique de saint Vincent Ferrier découverte peu de temps avant[35].
- Célébré le 16 août à Collioure, dans le cadre des fêtes de la Saint-Vincent qui commémorent l’arrivée dans la ville, le 16 août 1700, de reliques de saint Vincent venues de Rome.

## Postérité

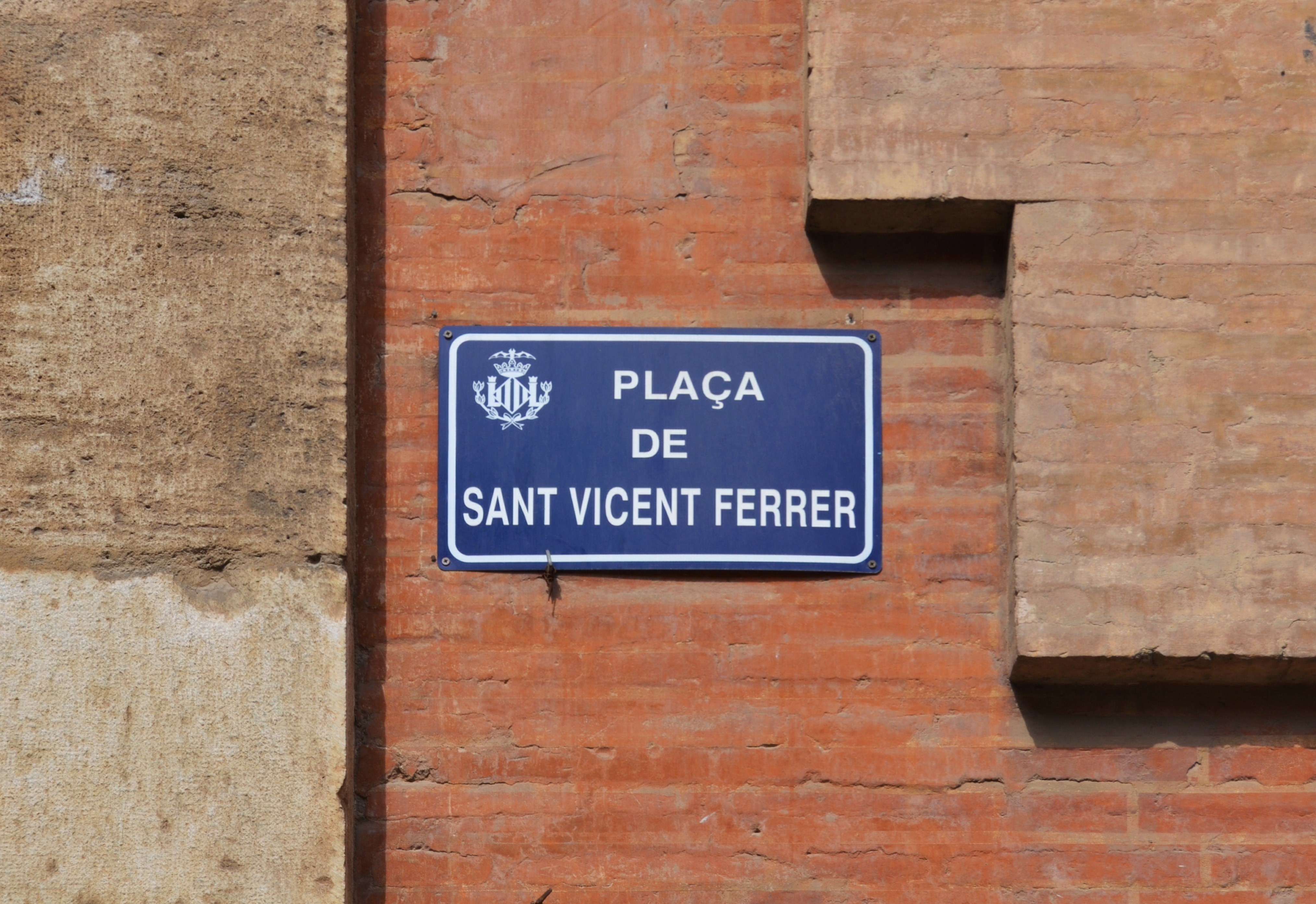
Plaque indiquant la place sant Vicent Ferrer à Valence.

Le culte de Vincent Ferrier et de ses reliques a été entretenu sans interruption à travers les siècles. Il s'est largement diffusé en Bretagne, notamment à Vannes. « Grâce aux Espagnols, son culte s’est largement répandu en Italie, notamment à Naples, qui était une possession de la couronne de Castille. Il s’étendit en Amérique latine, par le fait des missionnaires dominicains partis d’Espagne ». Le développement immédiat de son culte et la proclamation de sa sainteté le 29 juin 1455 s’accompagnèrent de premières représentations iconographiques des miracles attribués à son intercession. 
En iconographie, il est généralement représenté avec son index levé vers le ciel et avec une paire d'ailes derrière lui. Ce dernier attribut est dû à sa dénomination de legatus a latere Christi (sorte de représentant personnel du Christ) et au titre d'« ange de l'Apocalypse », cette dernière appellation n’apparaissant que dans la bulle de canonisation. 
À Valence, depuis 1950, sa maison natale est devenue une petite église et un lieu de formation et d'études de la vie dominicaine. Également à Valence, existe encore aujourd'hui un orphelinat que Vincent Ferrier fonda en 1410, alors le premier du pays. De nombreux lieux d'Espagne portent son nom et de nombreuses statues sont érigées en son honneur.

Lieux
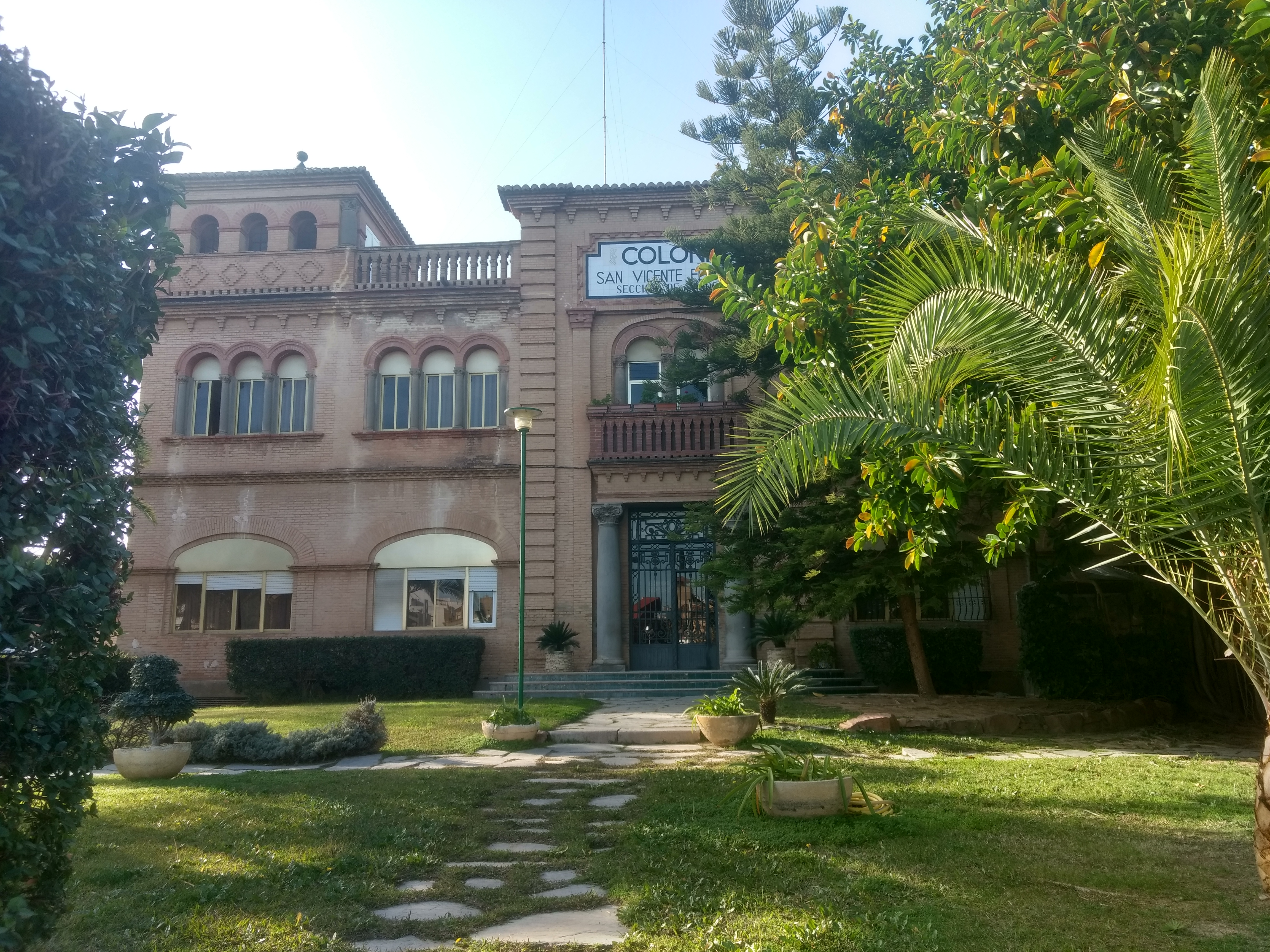
Colonie Saint Vincent Ferrier de Godelia.
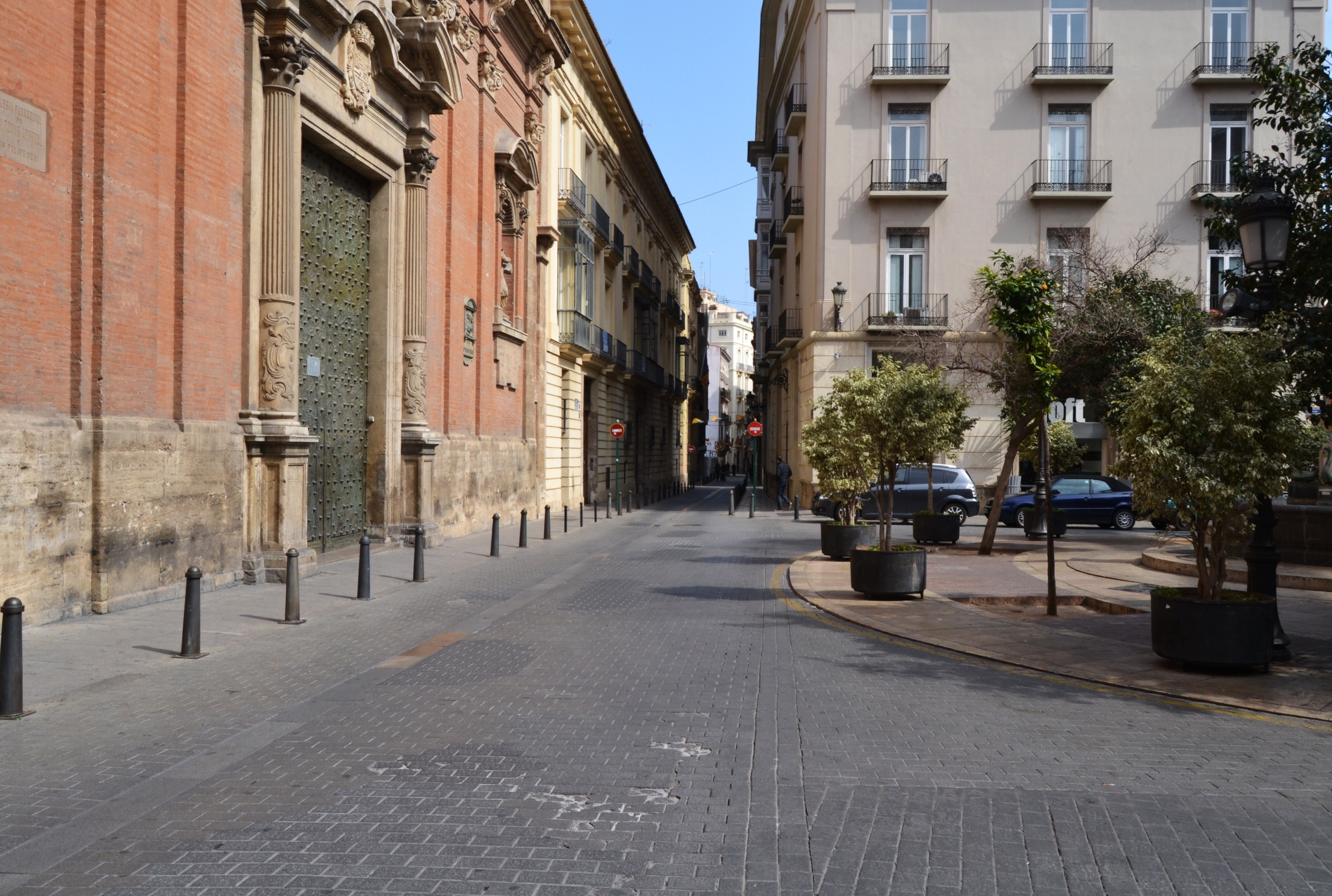
Place Saint-Vincent-Ferrier, Valence.
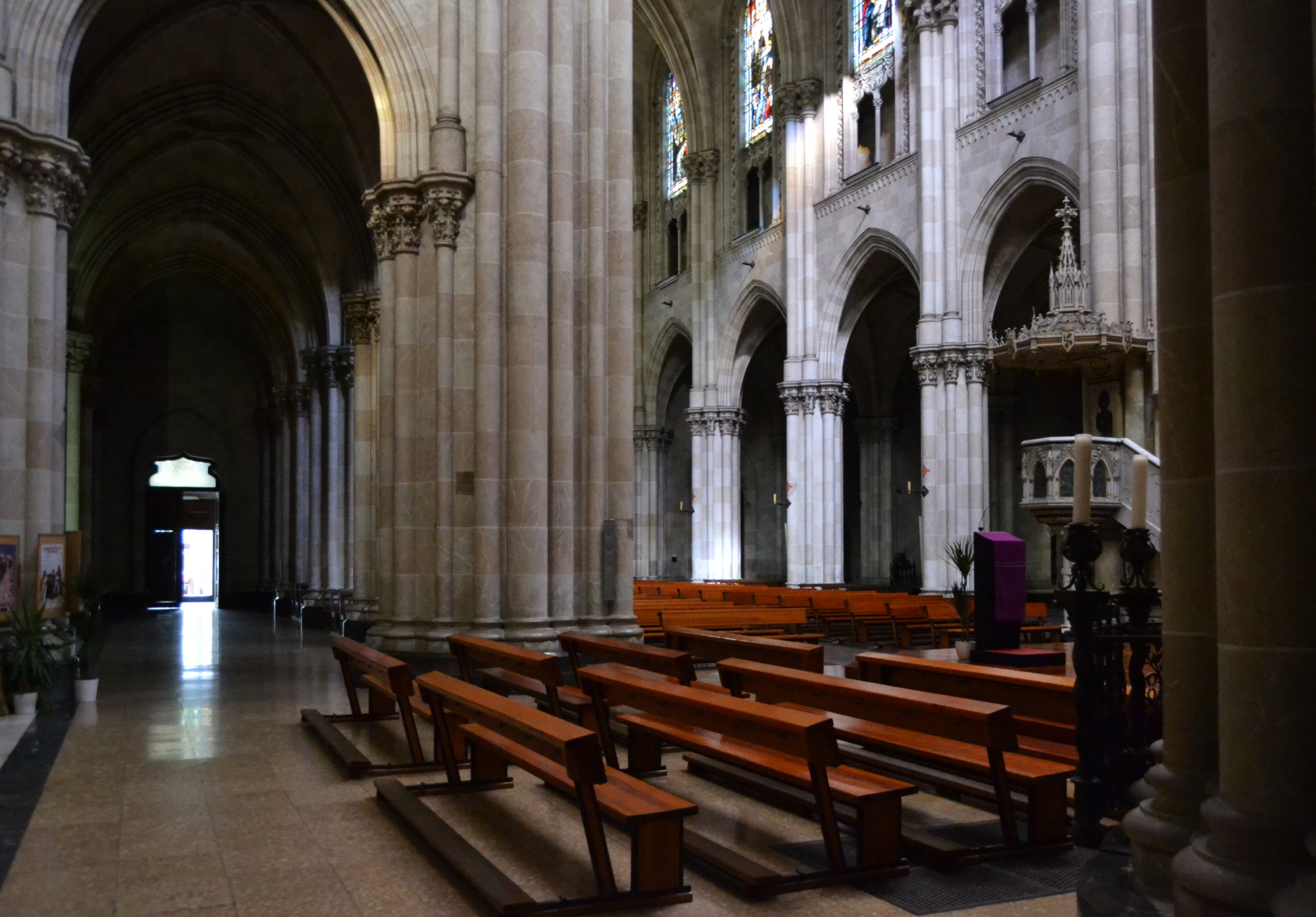
Intérieur de la basilique Saint-Vincent-Ferrier, Valence.
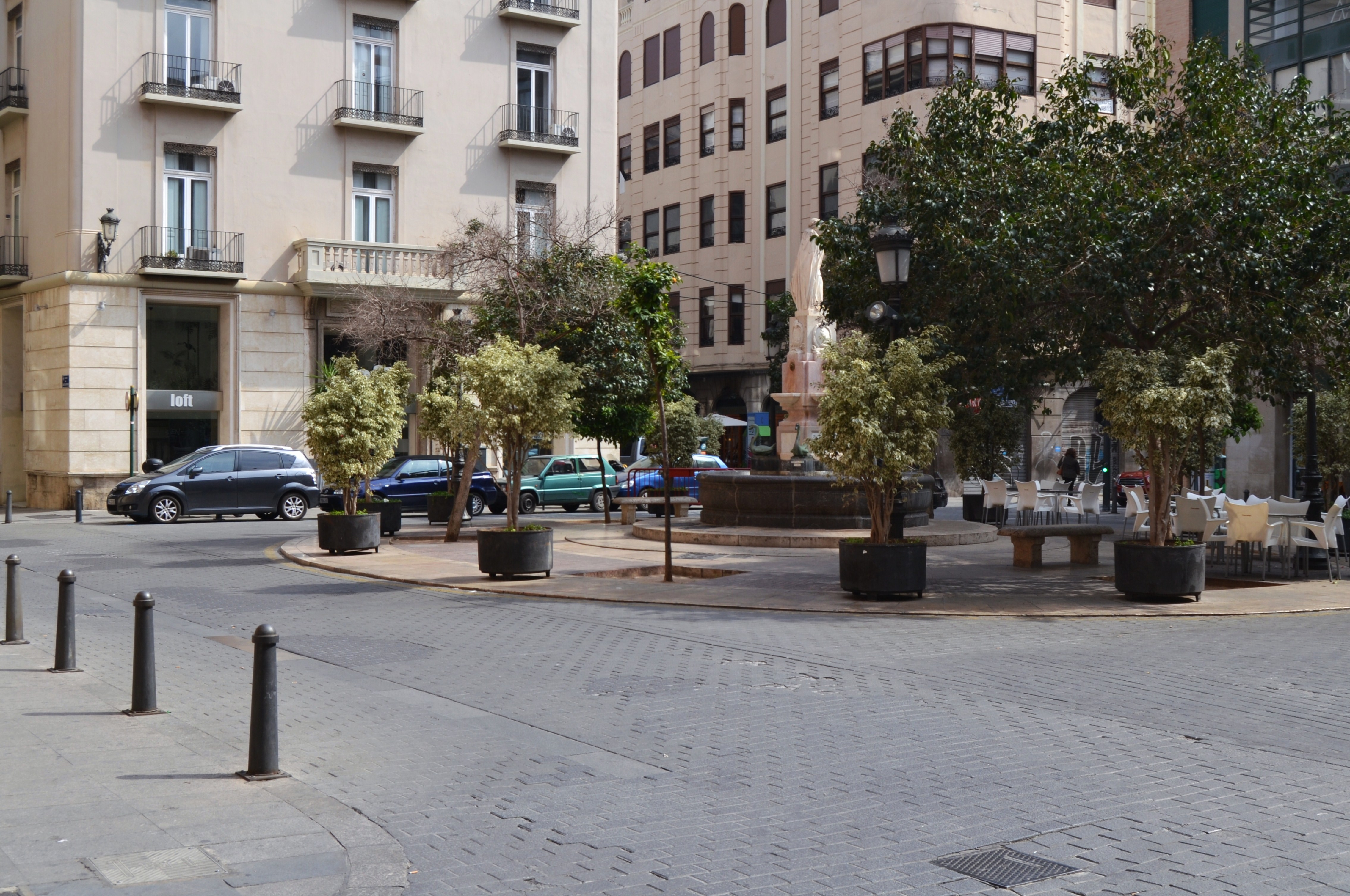
Place Saint-Vincent-Ferrier, Valence.
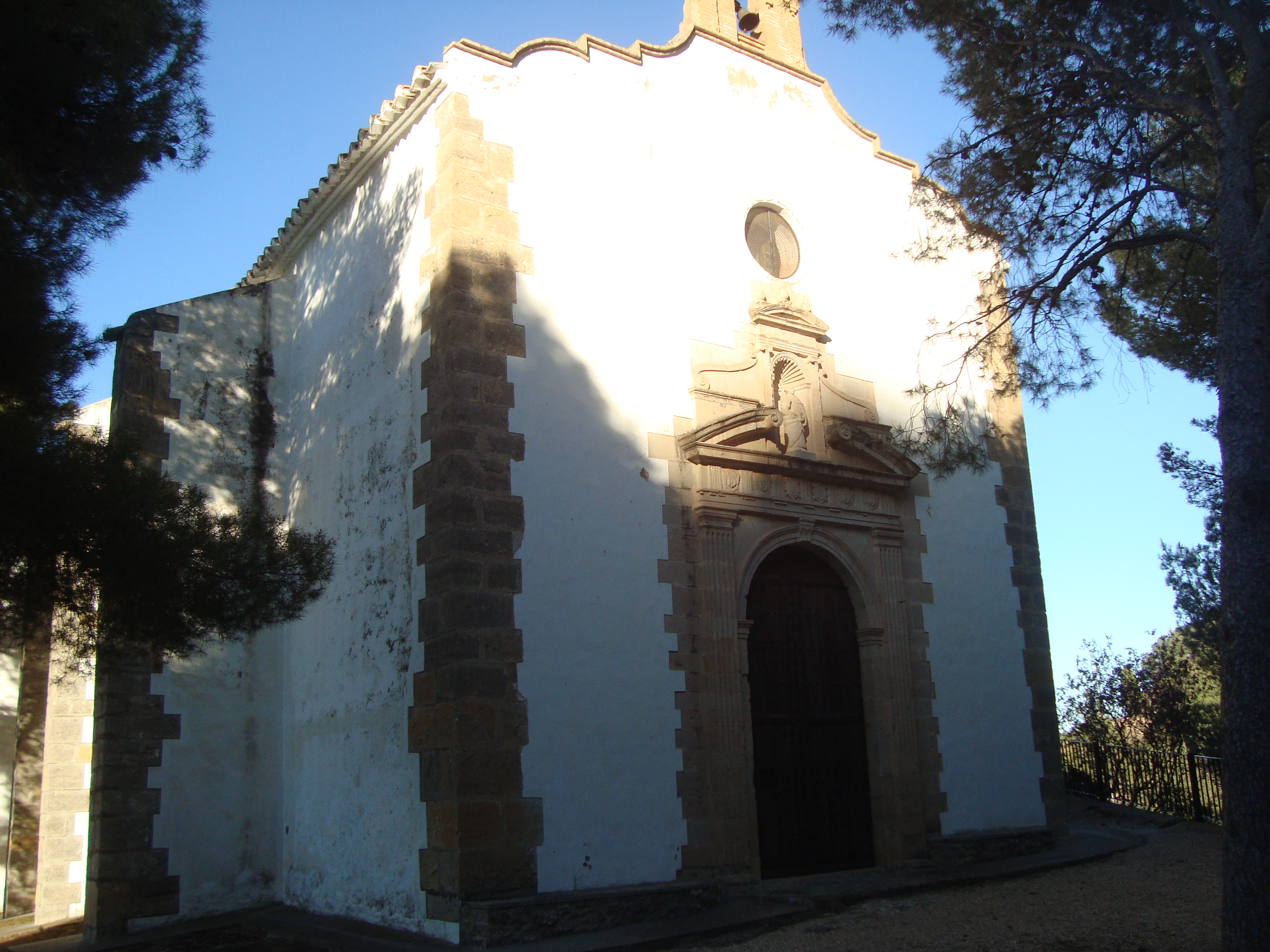
Ermitage Saint-Vincent-Ferrer, Llucena.
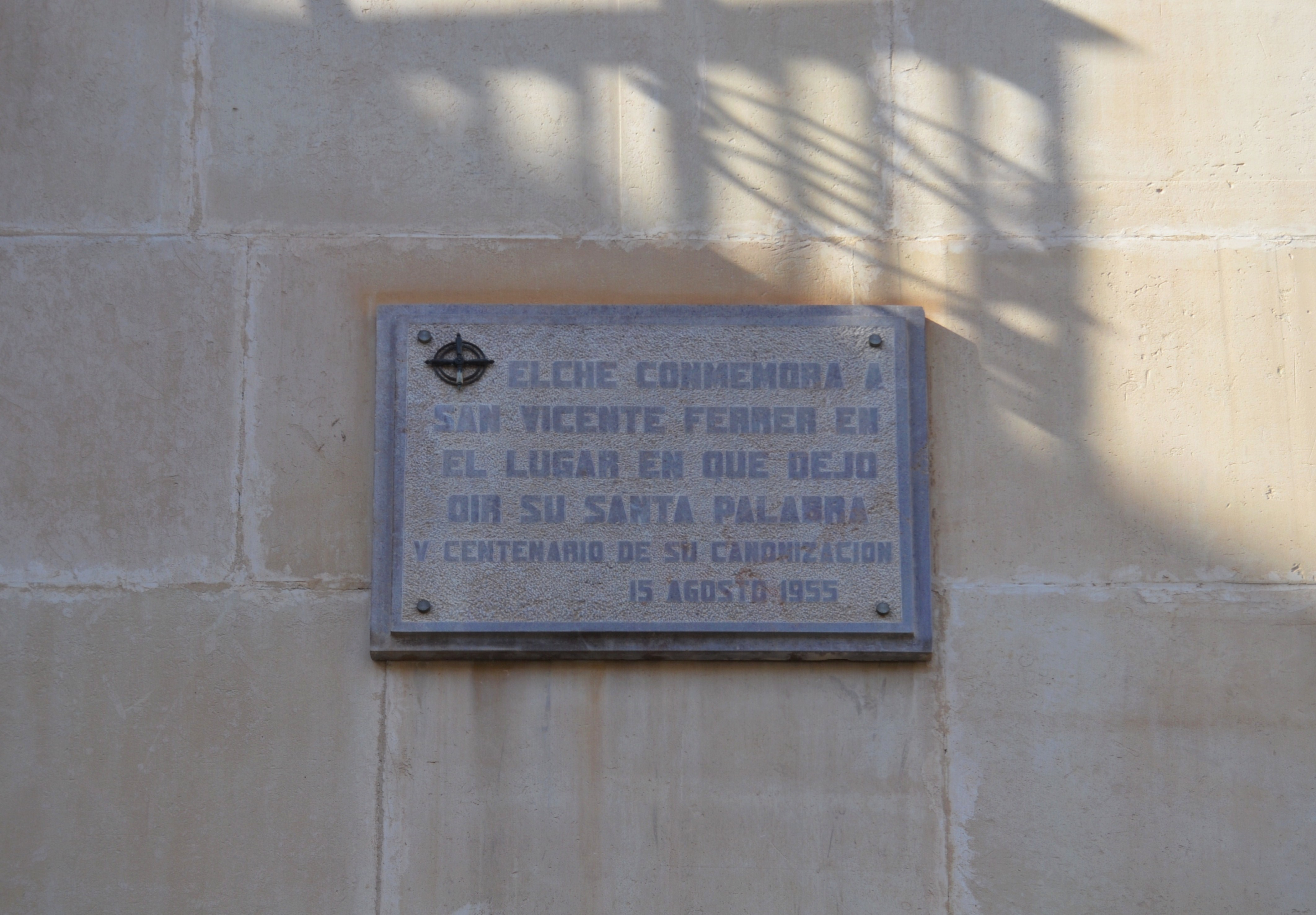
Plaque sur la place Saint-Vincent-Ferrier, Elx.
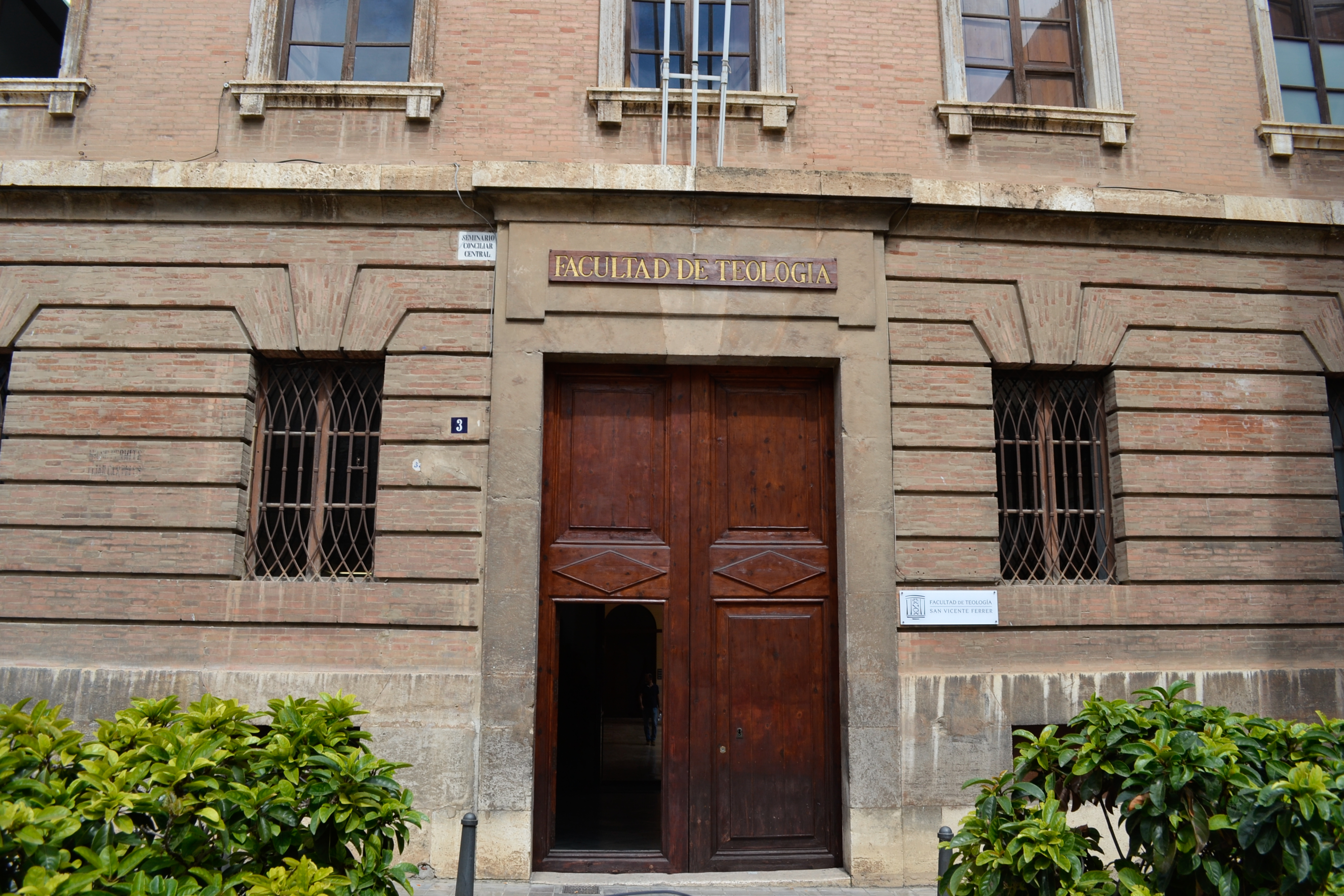
Faculté de théologie Saint-Vincent-Ferrier, Valence.
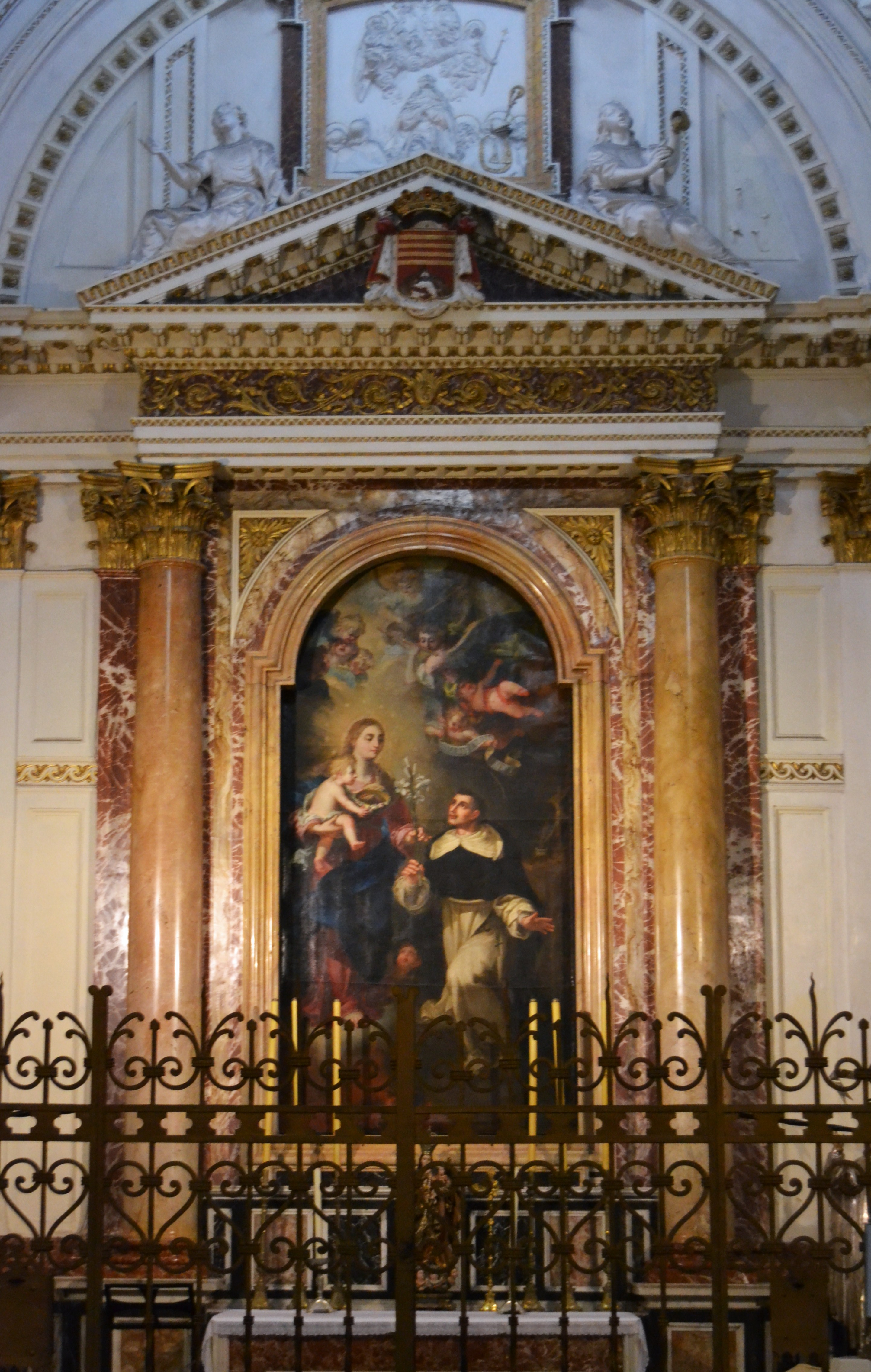
Chapelle saint Vincent Ferrier à la cathédrale, Valence.
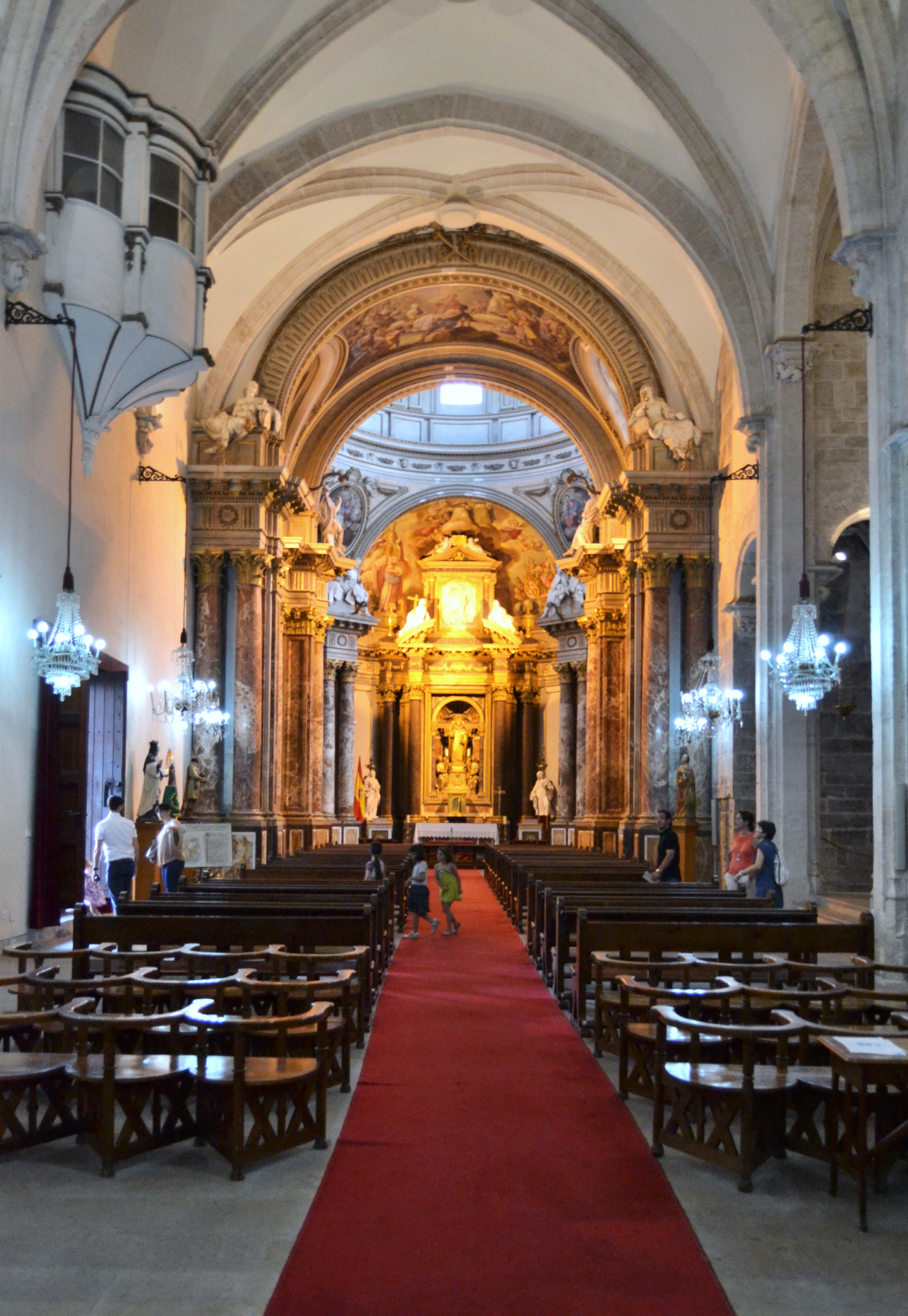
Chapelle saint Vincent Ferrier au couvent Saint-Dominique, Valence.
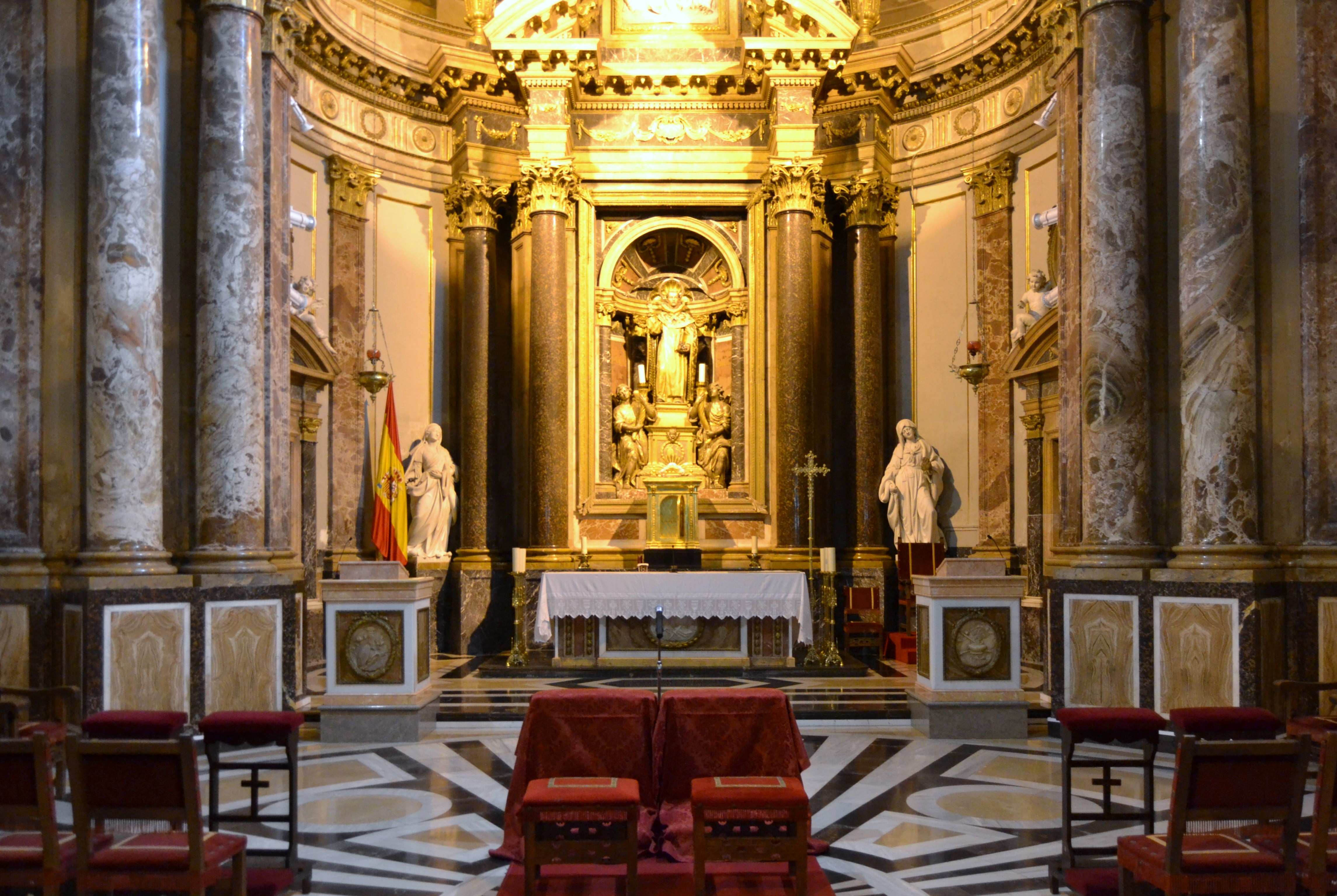
Presbytère de la chapelle saint Vincent Ferrier au couvent Saint-Dominique, Valence.
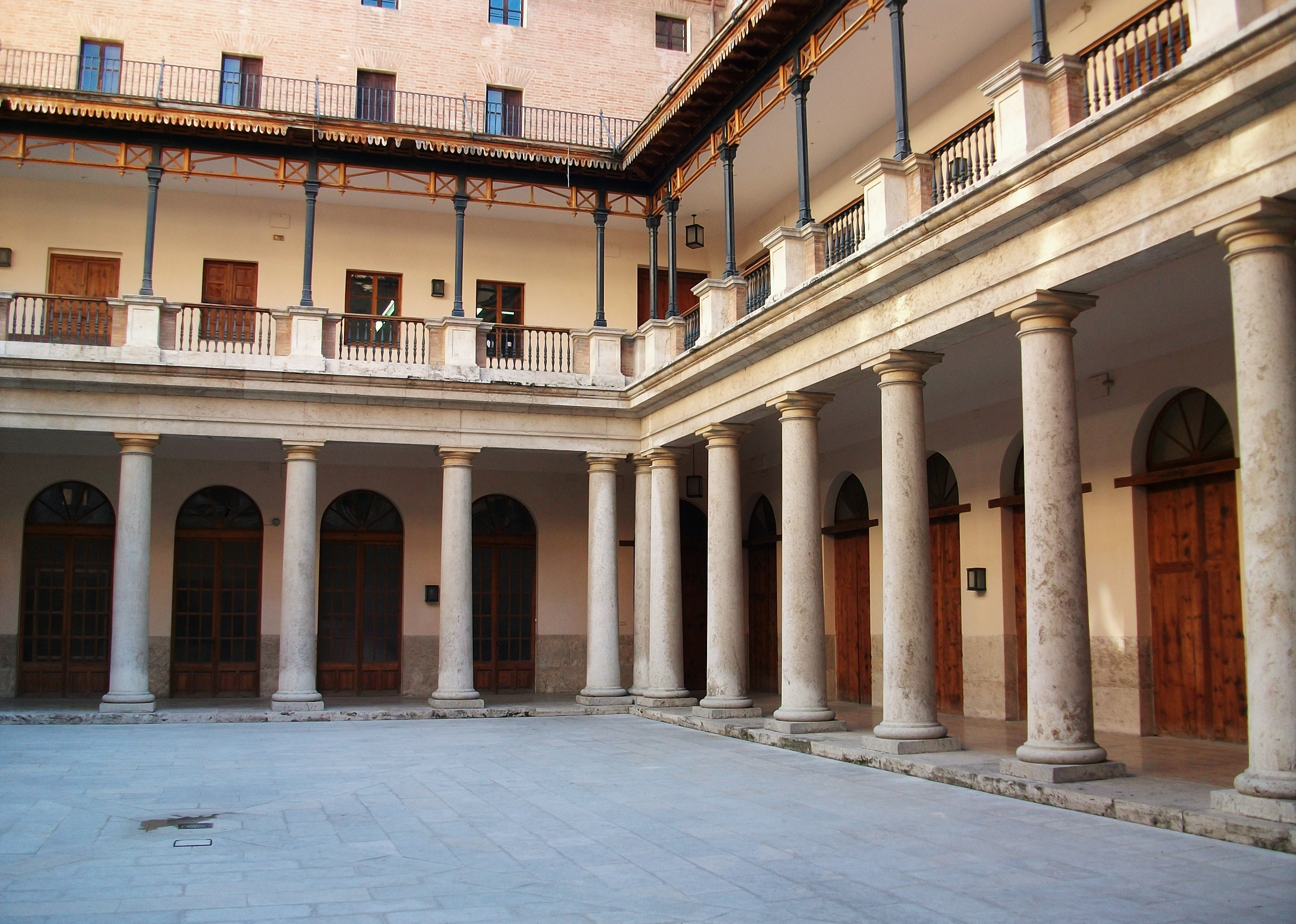
Cloître de la faculté de théologie saint Vincent Ferrier, Valence.
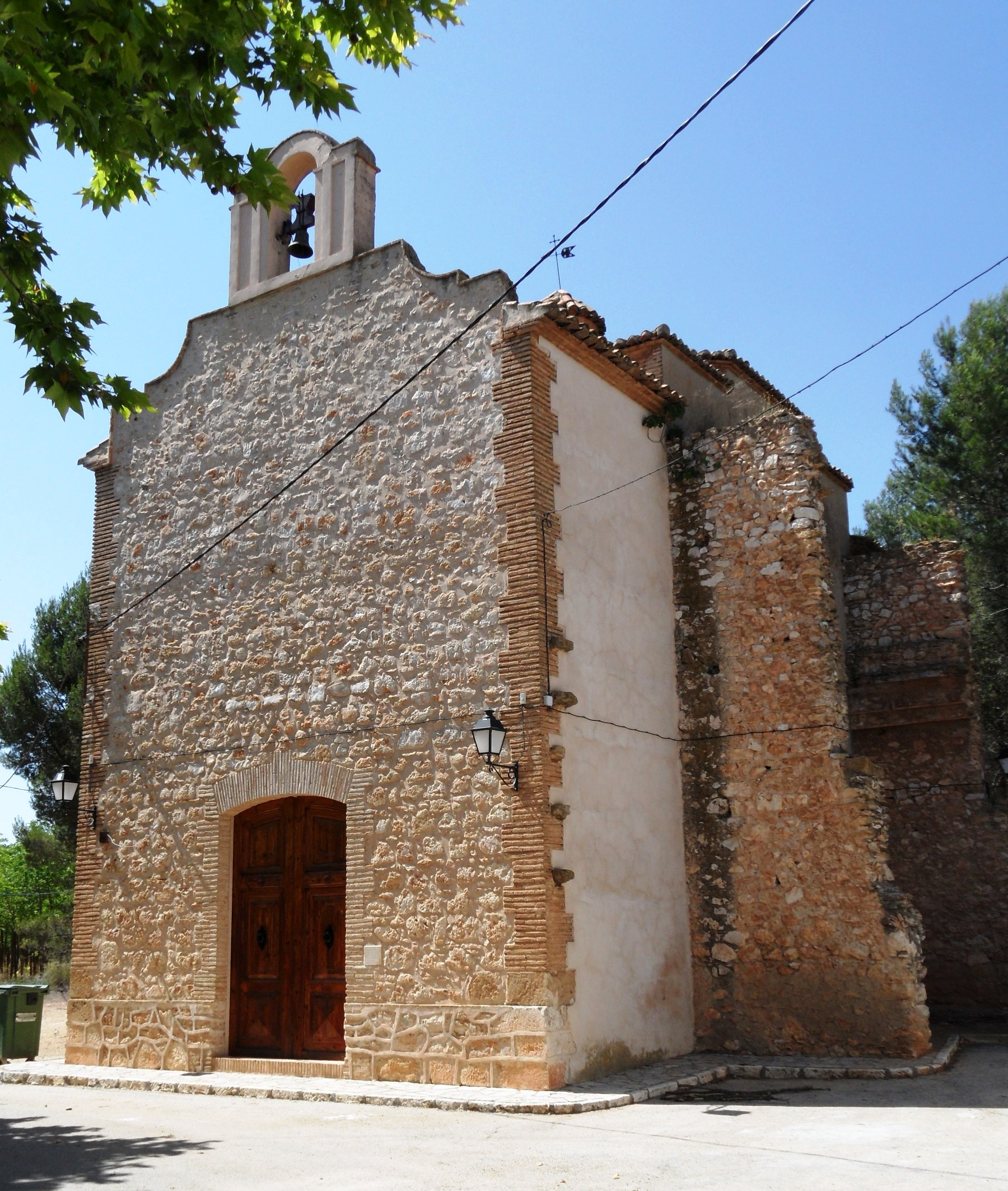
Ermitage Saint-Vincent-Ferrier, El Salze (province d'Alicante).
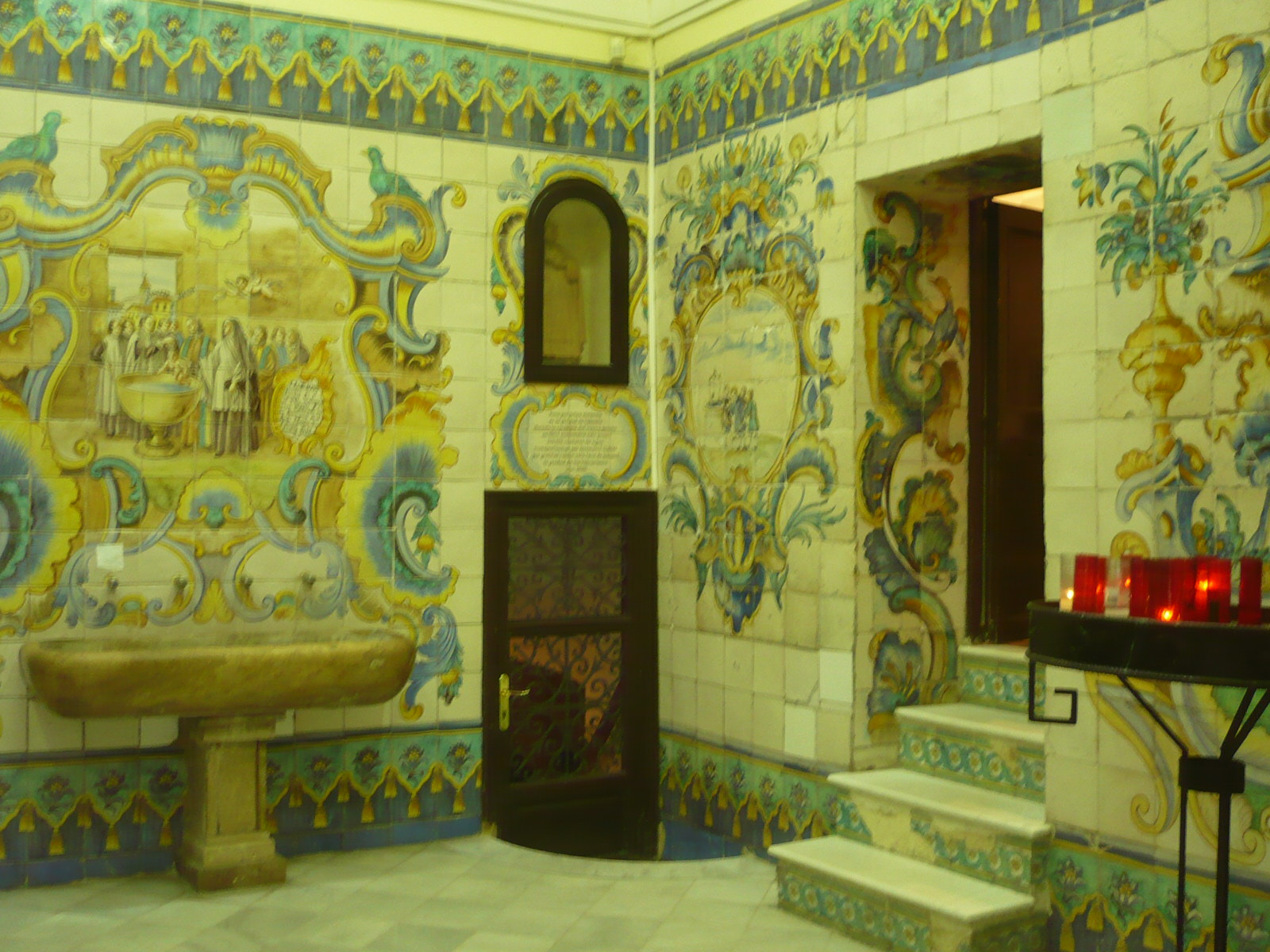
Porte du puits dans sa maison natale, Valence.
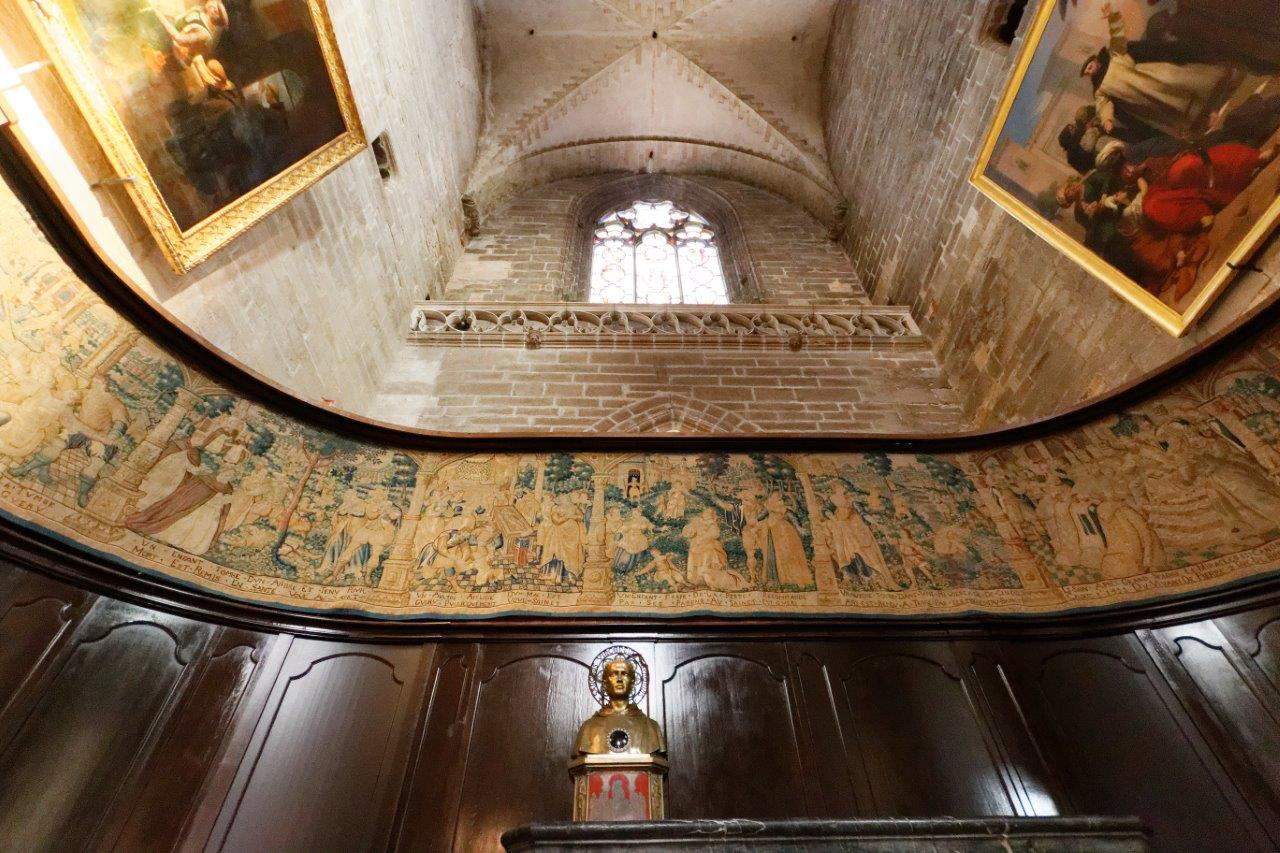
Chapelle du tombeau de saint Vincent Ferrier, XVIe, cathédrale Saint-Pierre de Vannes.
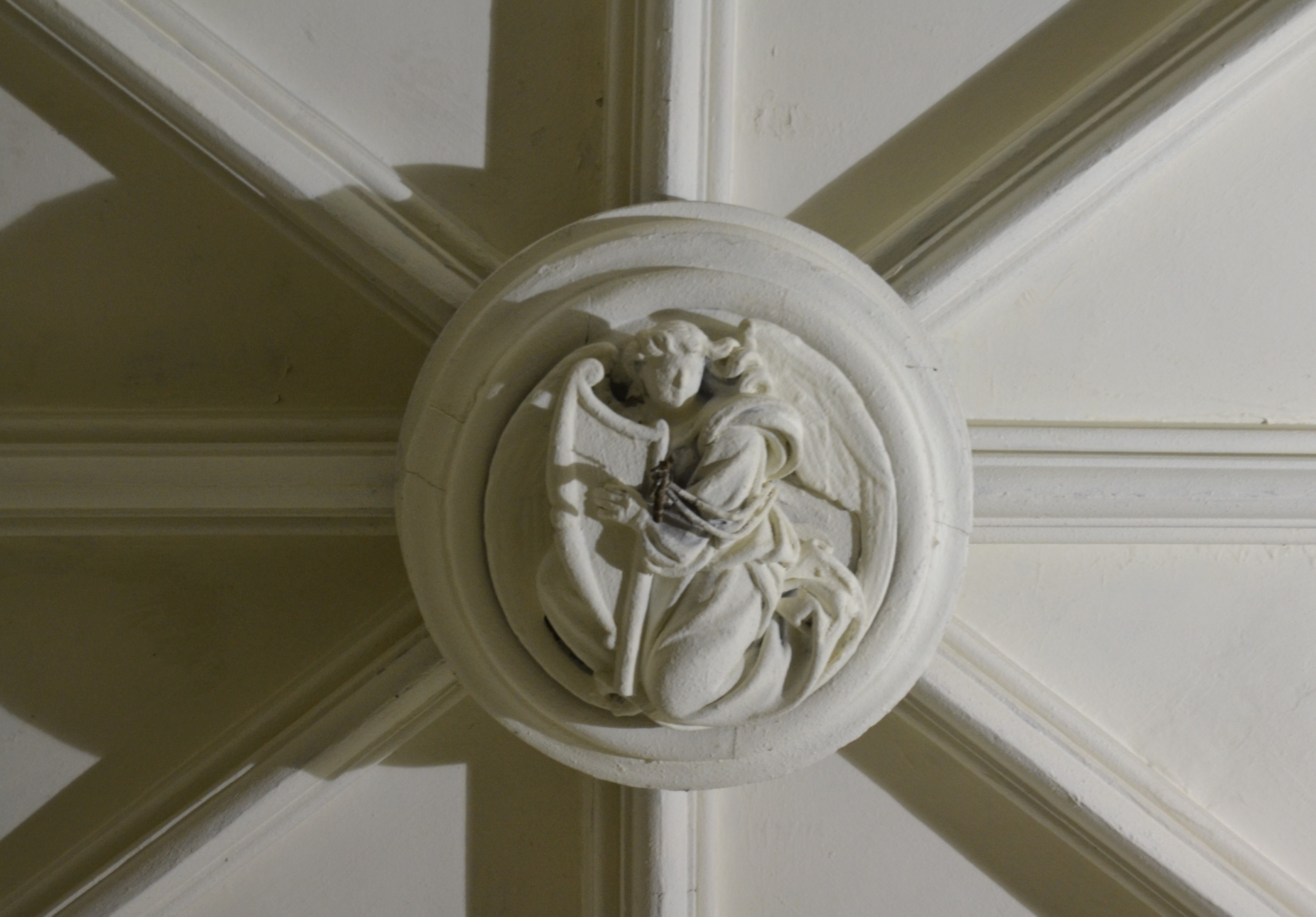
Clef de voûte avec ange dans la maison natale de saint Vincent Ferrier.
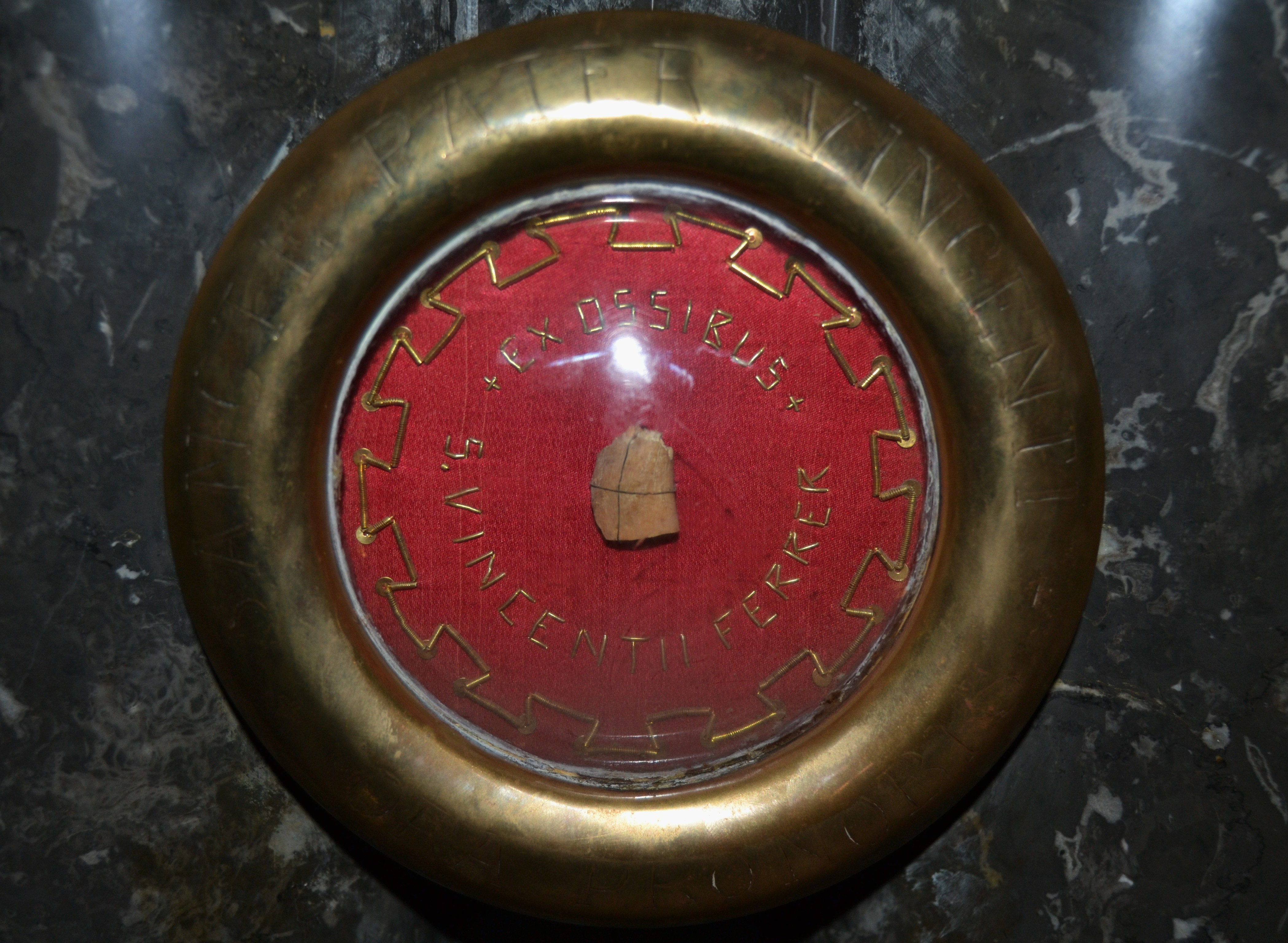
Relique de saint Vincent Ferrier à la basilique, Valence.
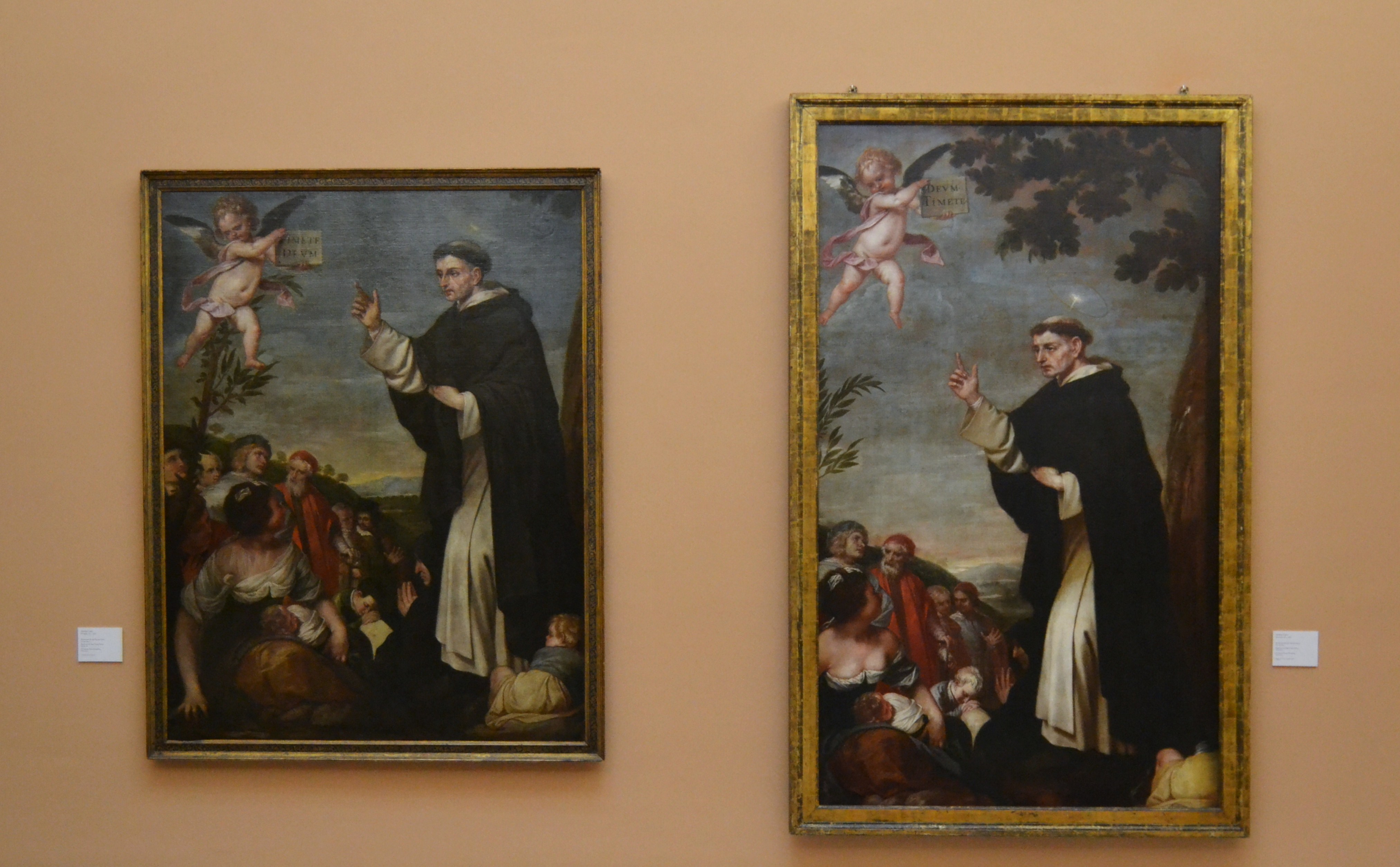
Deux versions de la prédication de saint Vincent Ferrier, A. Cano, av. 1667.

Effigies
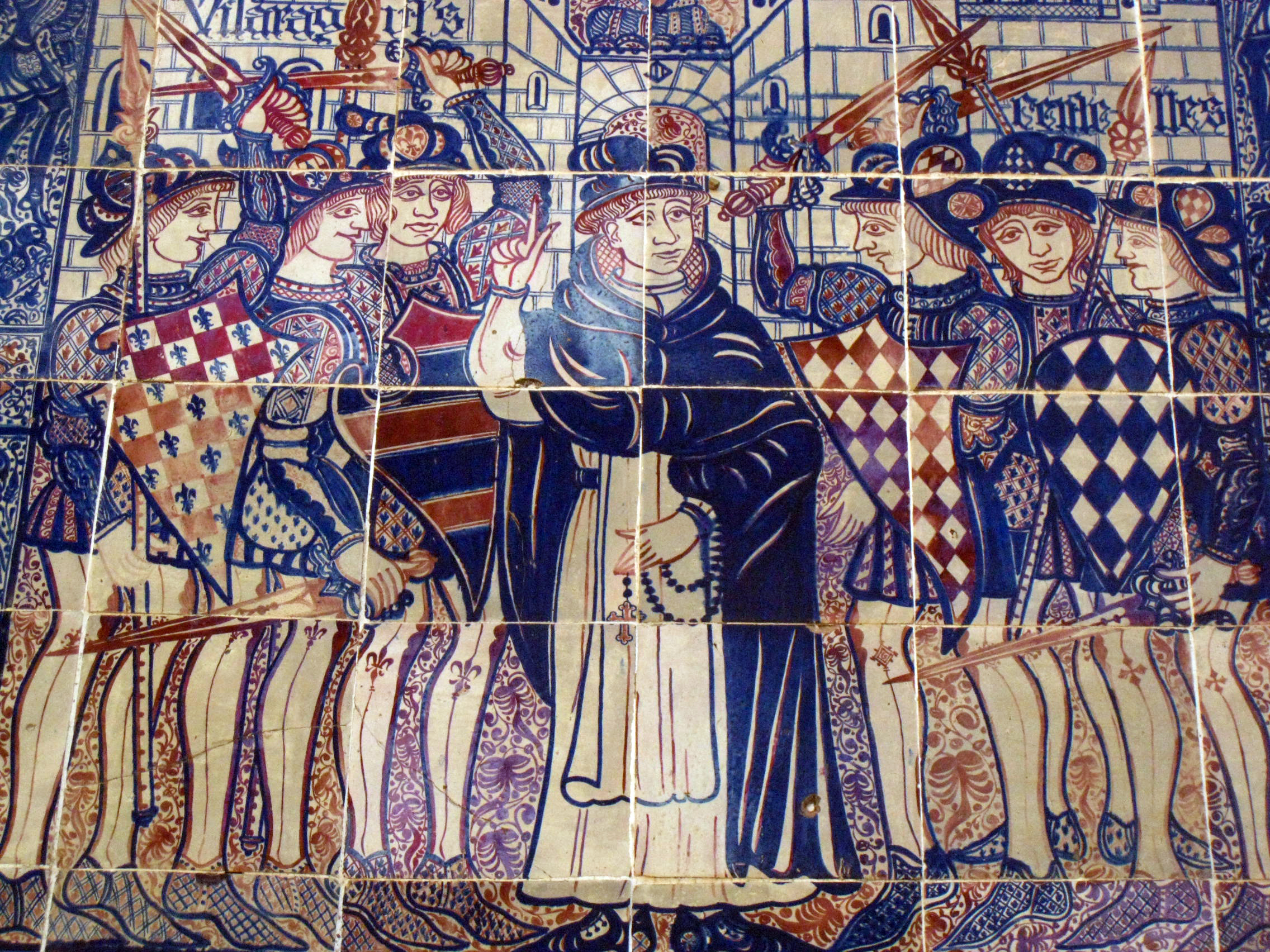
Retable en céramique représentant saint Vincent Ferrier, place Almoina, Valence.
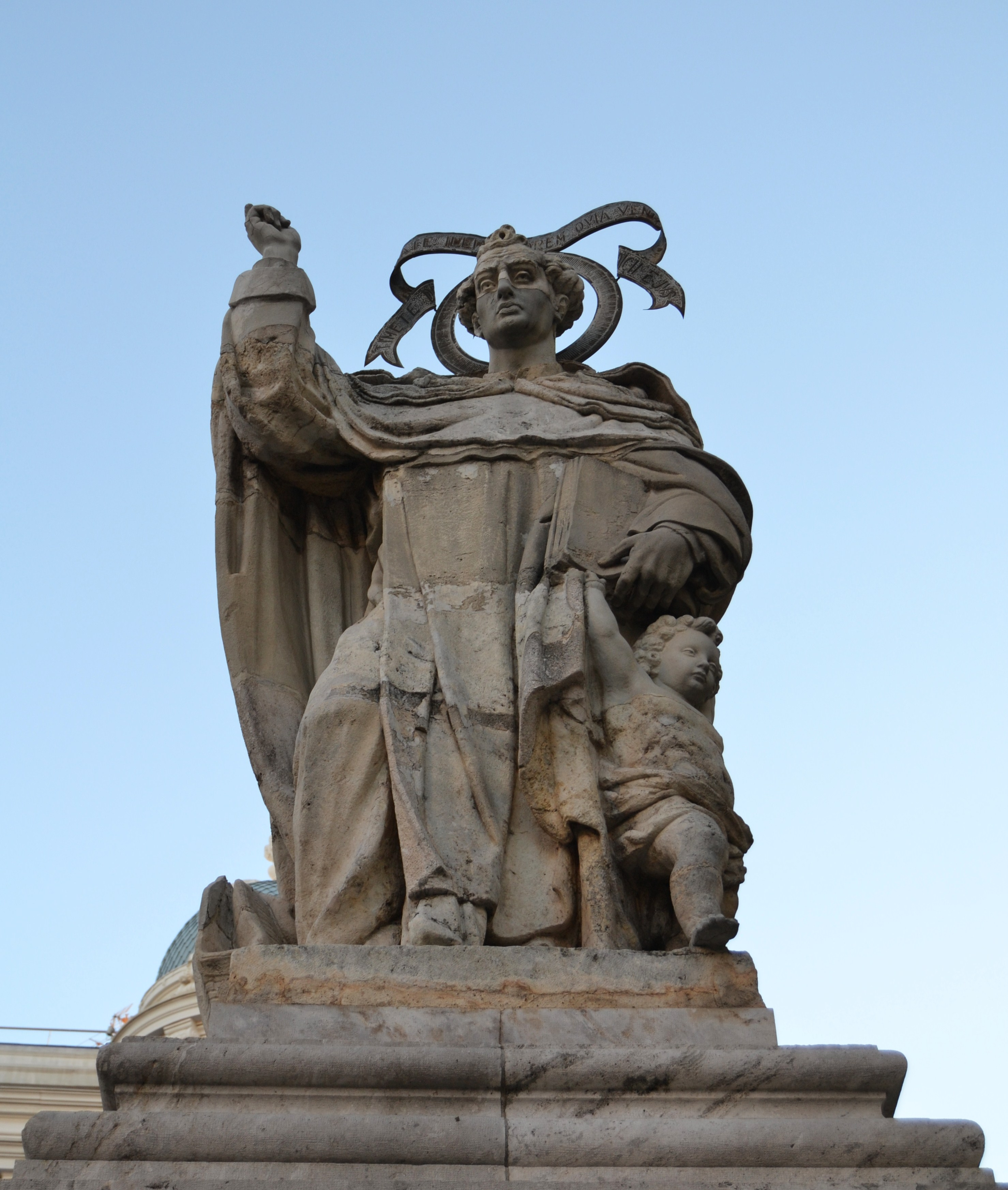
Statue à Valence.
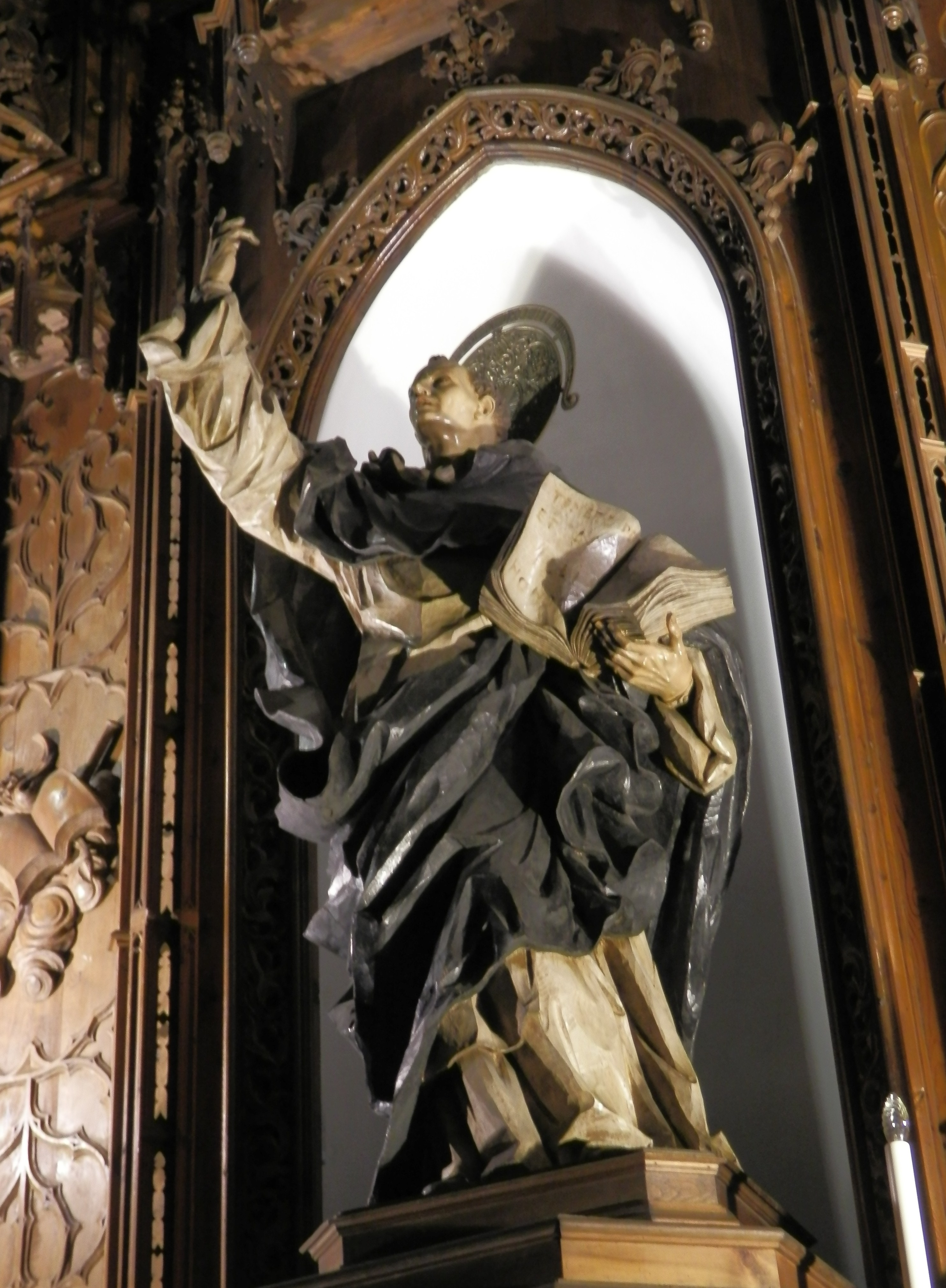
Statue dans sa maison natale, Valence.
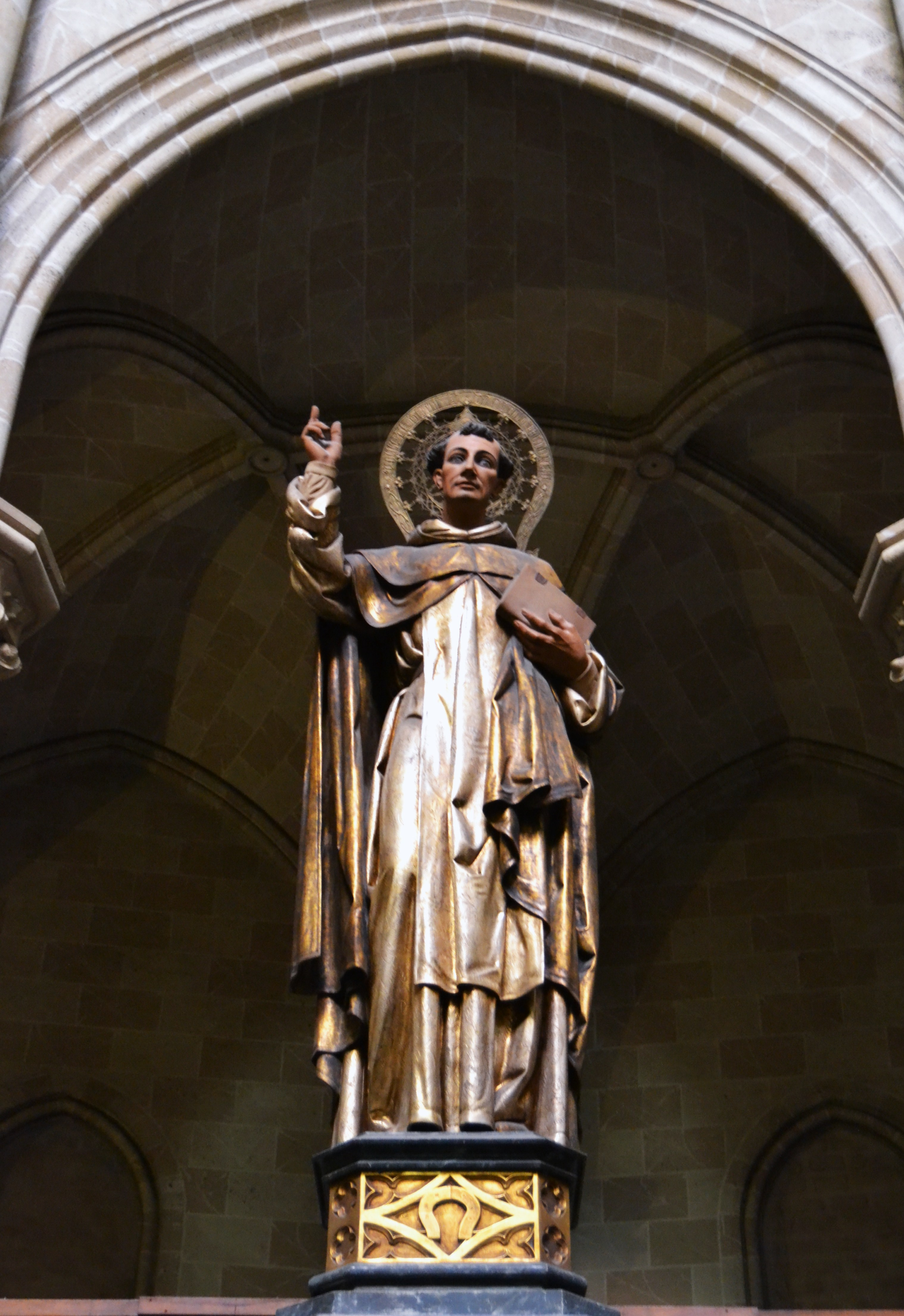
Statue en l'église des Dominicains, Valence.
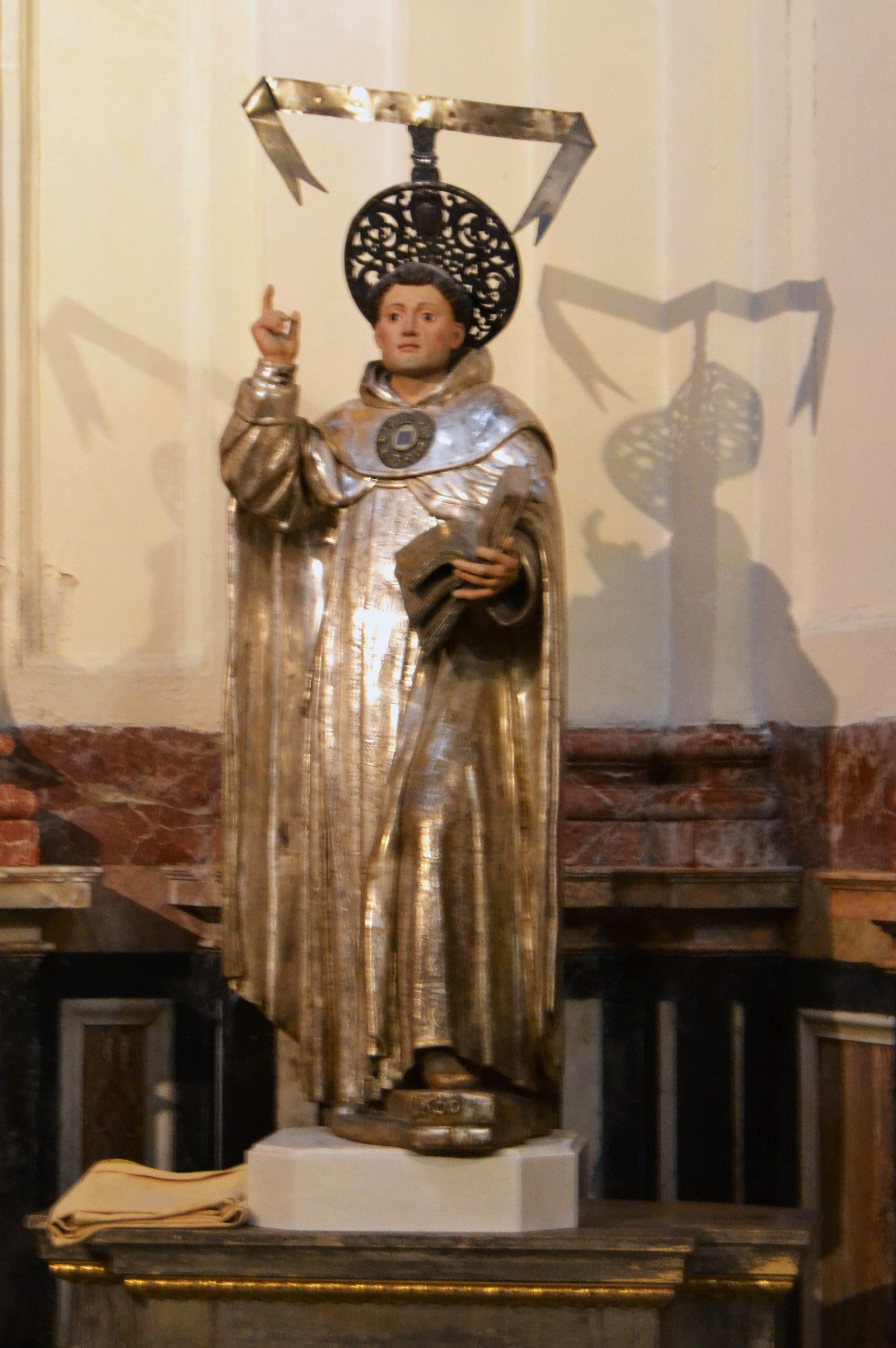
Statue processionnelle par Francesco Eva, 1606, cathédrale de Valence.
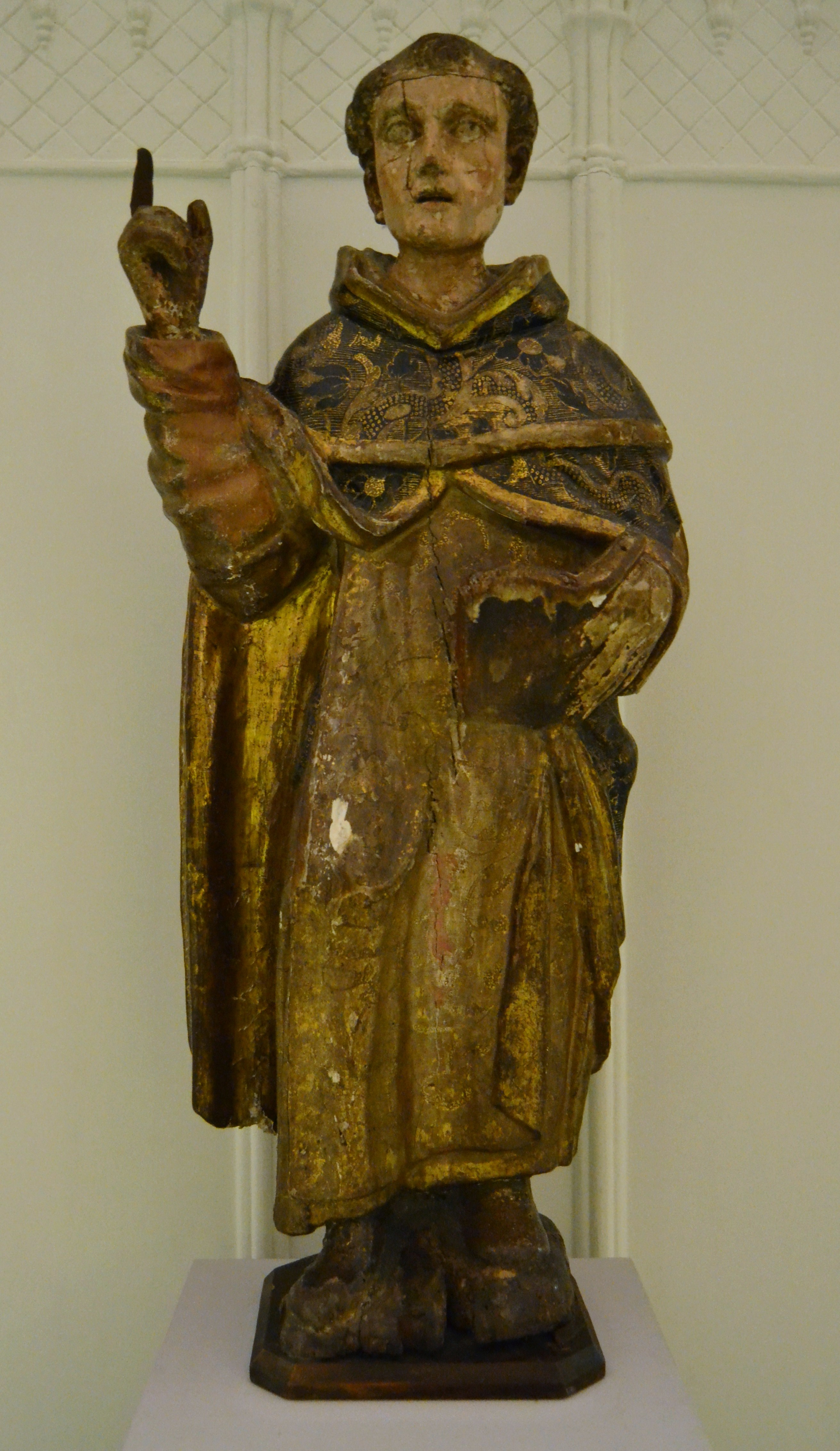
Statue, XVIIe, musée de la Ciutat de Valence.
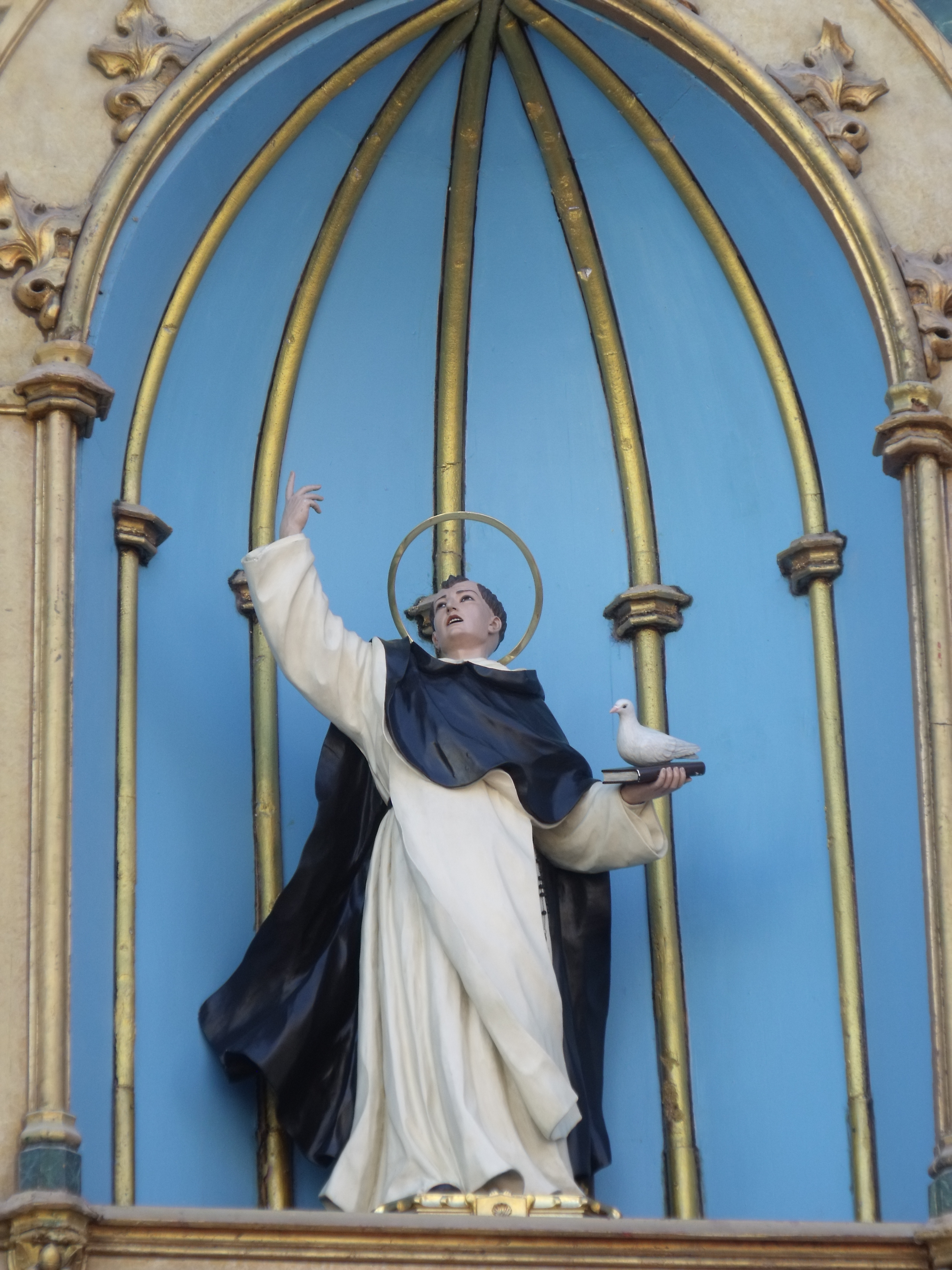
Autel des Fonts baptismaux de San Vicente Ferrer, Plaza de la Virgen à Valence.
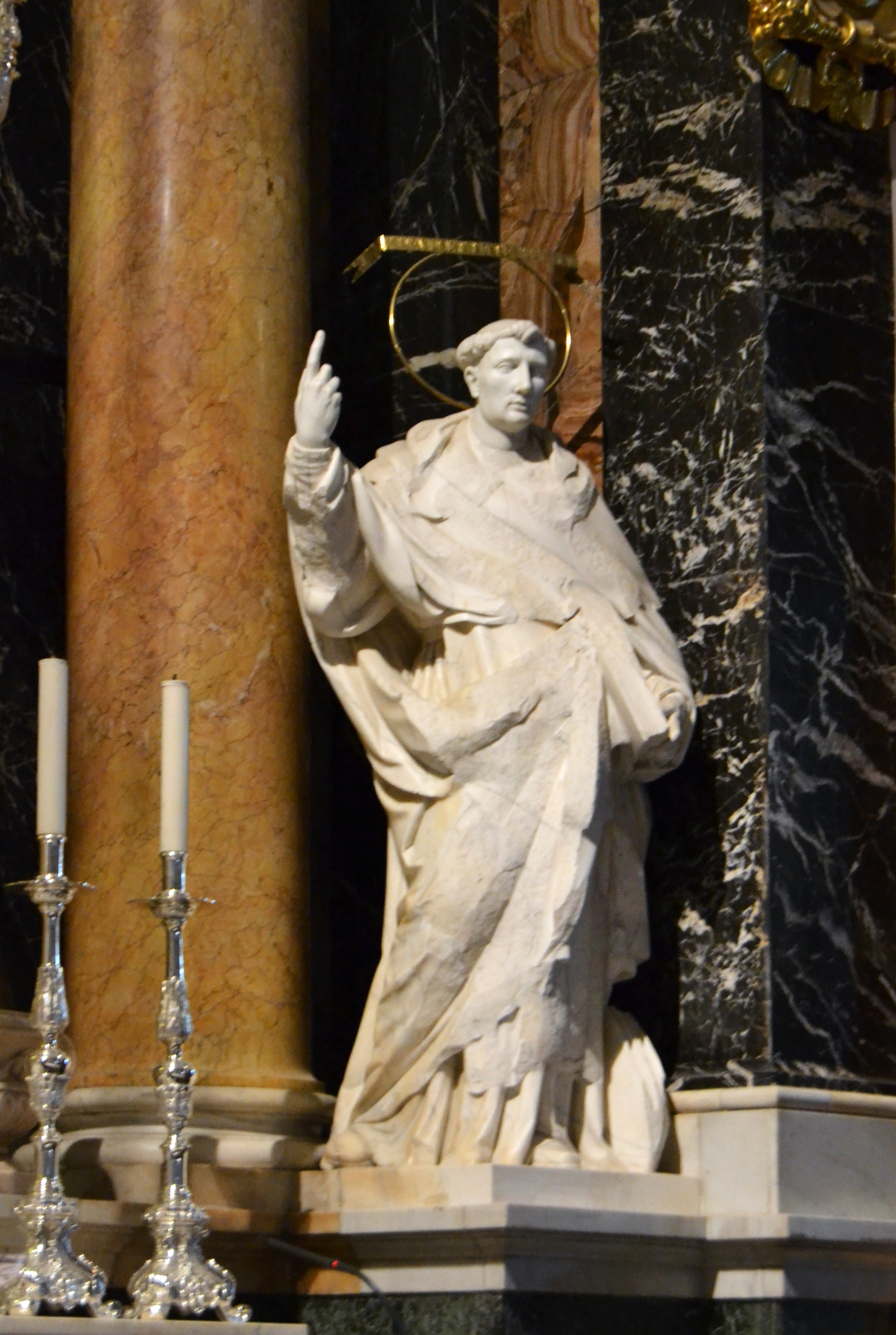
Statue en la basilique Notre-Dame des Abandonnés, Valence.
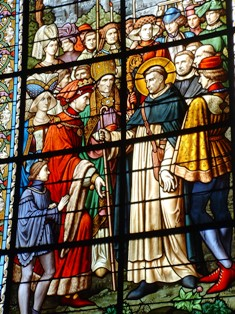
Vitrail saint Vincent Ferrier, église Saint-Pierre, Plounéour-Trez.
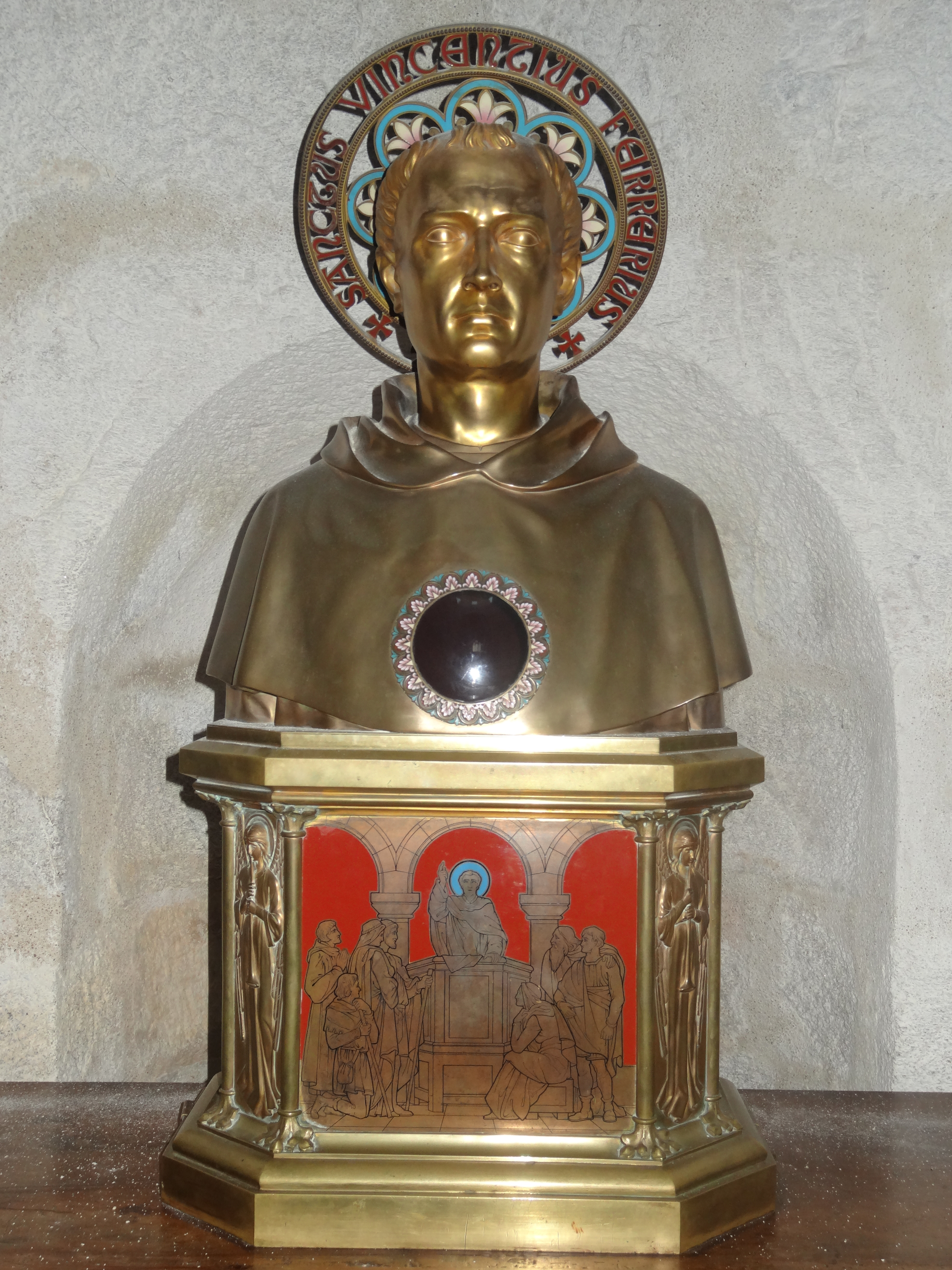
Buste à la chapelle Saint-Vincent-Ferrier, cathédrale de Vannes.
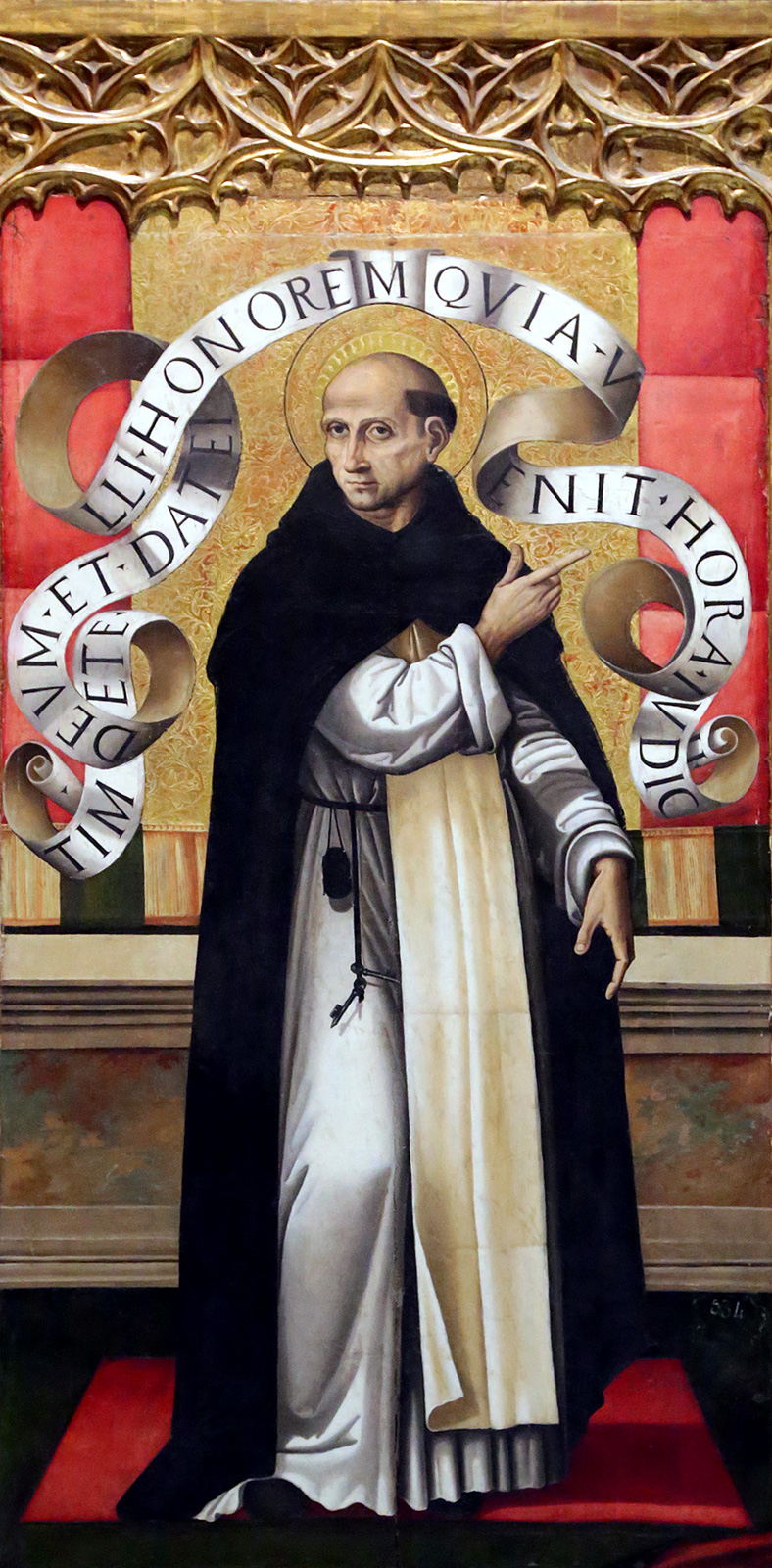
Retable de San Vicente Ferrer, couvent de San Onofre, Museros.
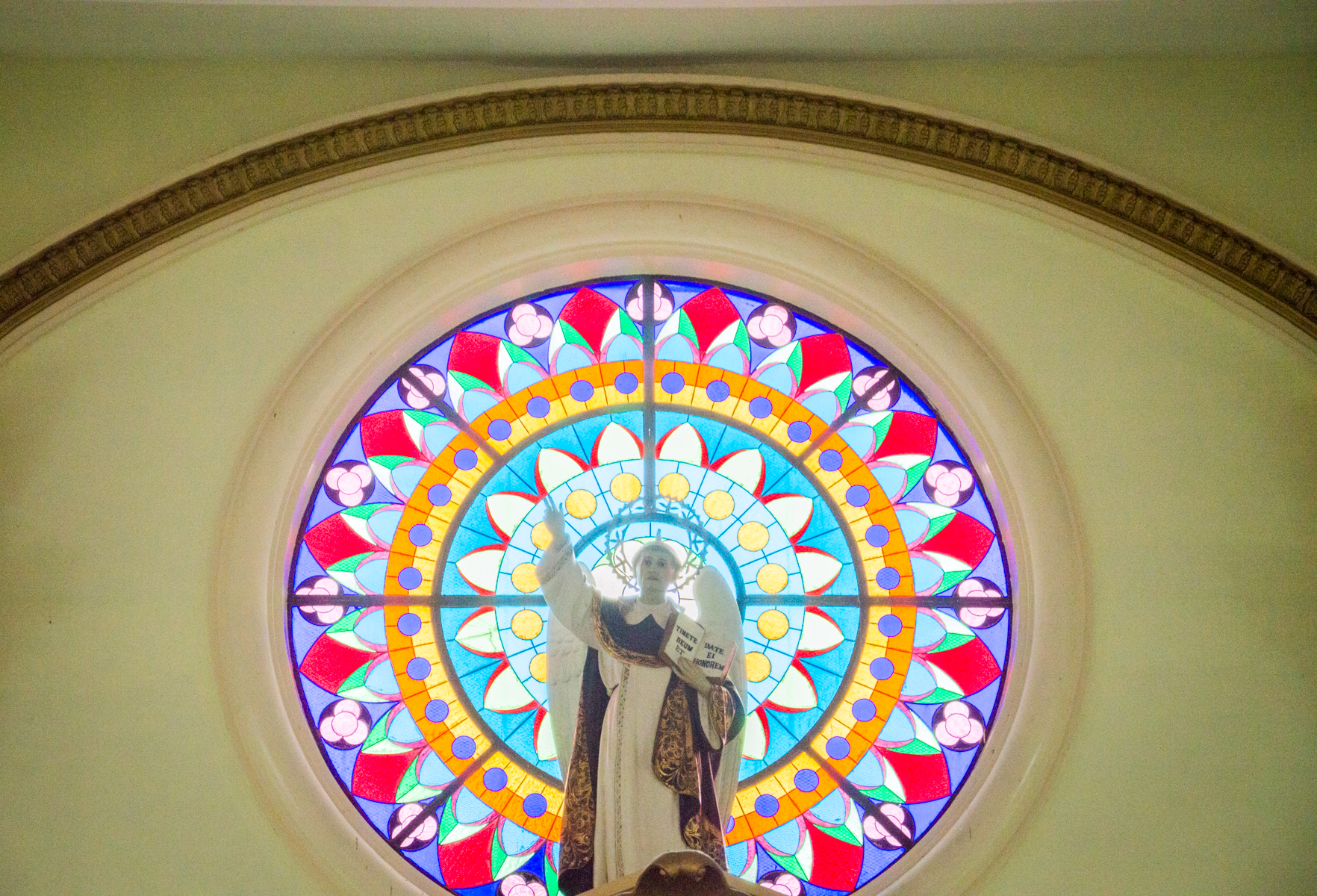
Statue de San Vicente Ferrer avec vitrail circulaire sur l'arrière-plan, église de Luganes (Iloilo), Philippines.

### Reliques
Des ossements de saint Vincent Ferrier conservés dans un reliquaire (une timbale en argent placée dans un coffret) exposé sous une châsse placée sur l'autel ont été volés en septembre 2020 dans l'église paroissiale Notre-Dame-des-Sept-Douleurs de Garlan.

## Œuvres
- Traité de la vie spirituelle

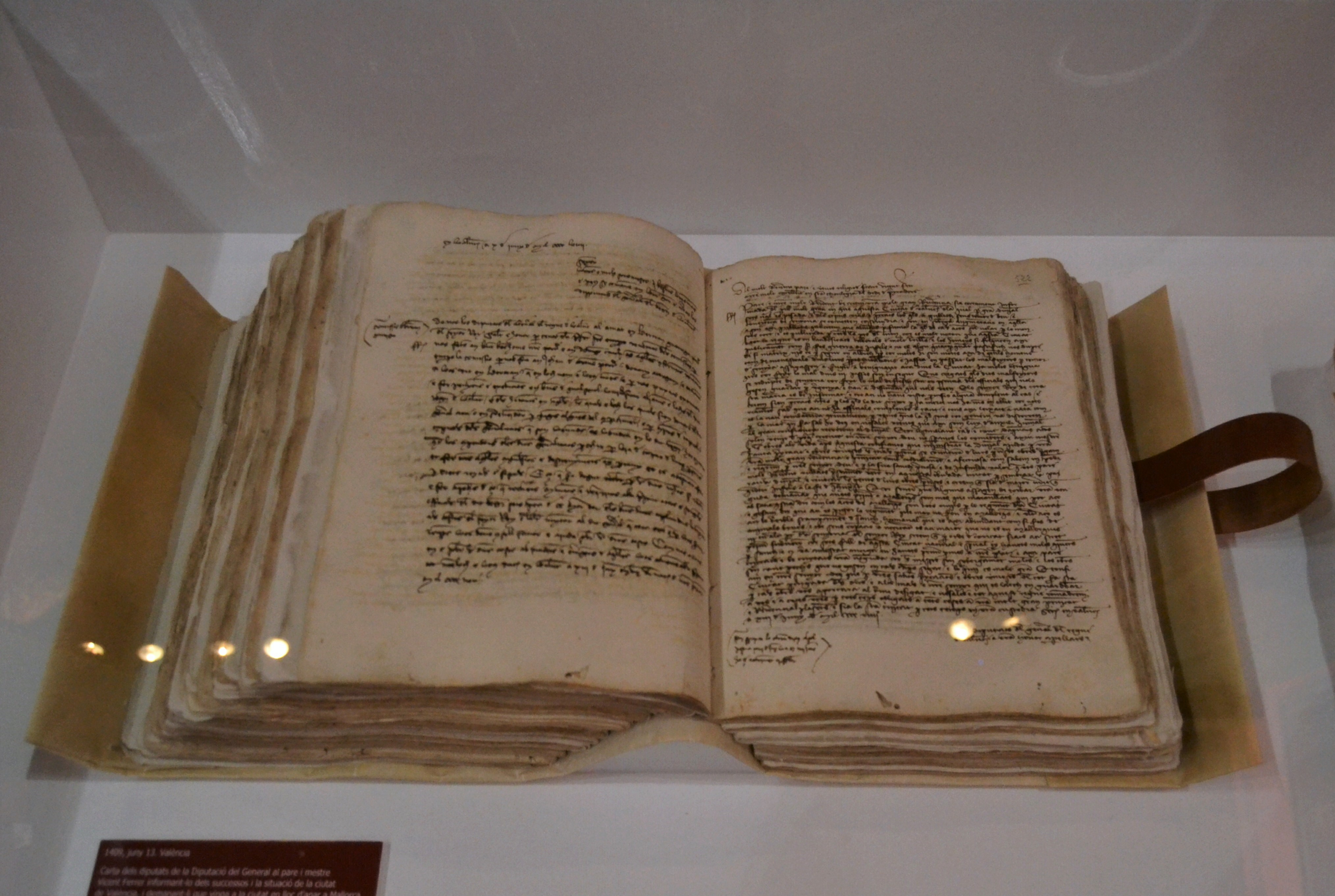
Lettre des députés de la Députation du Général du royaume de Valence à Vincent Ferrier, l'informant des événements et de la situation de la ville de Valence, et lui demandant d'y venir au lieu d'aller à Majorque, 13 juin 1409.

- Sermons, traduits du valencian par Patrick Gifreu et préfacés par Josianne Cabanas, Éditions de la Merci, 2010  (ISBN 9782953191752). Manuscrit des "Sermones quadragesimales" conservé sous la cote MS 45 à la bibliothèque du patrimoine de Clermont Auvergne Métropole. Consultable en ligne sur Overnia.
- Questions solennelles sur l’unité de l’universel
- Le traité des suppositions dialectiques
- Traité pour dés aveugler les juifs